# Terroranschläge am 13. November 2015 in Paris

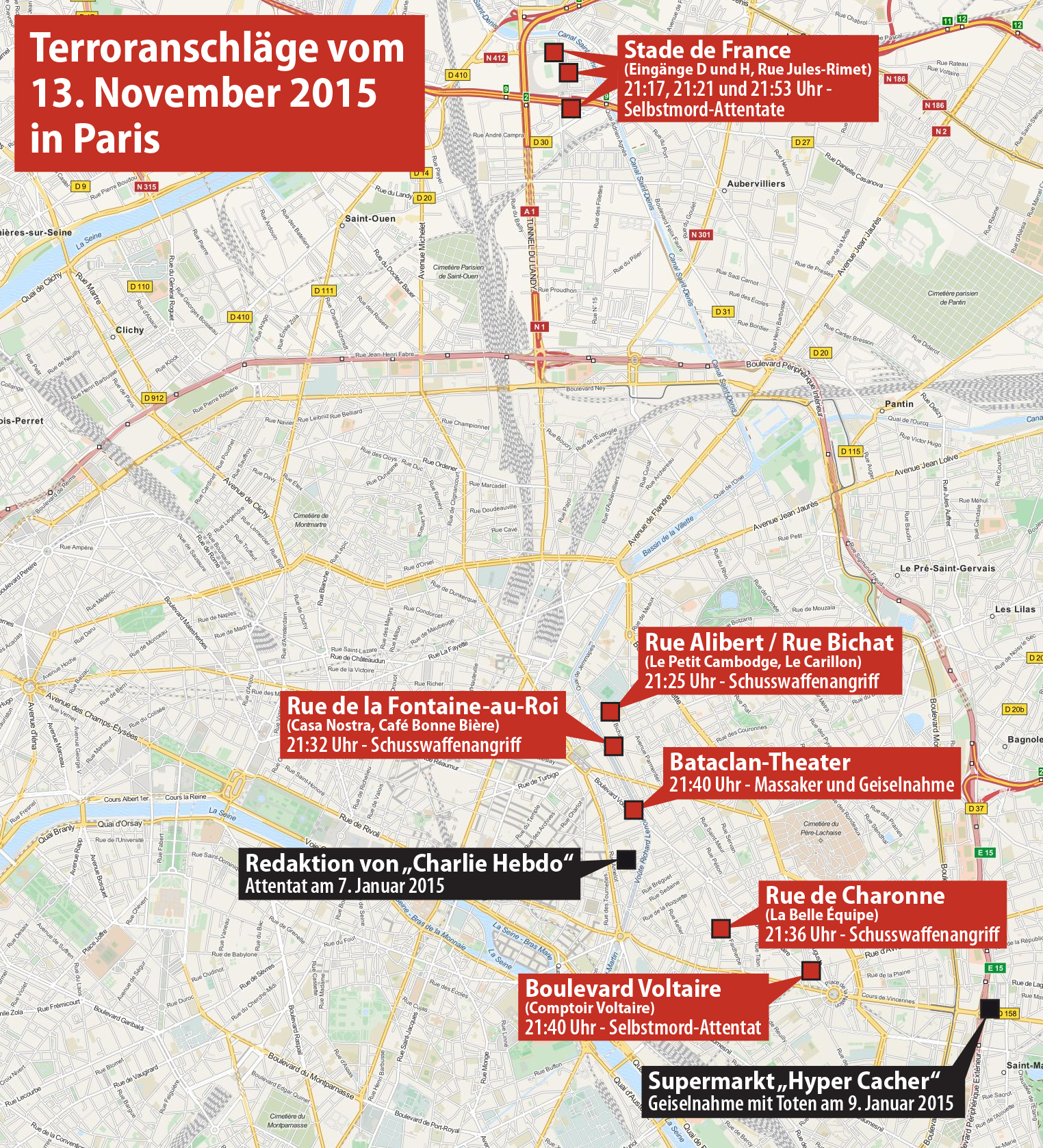
Anschlagsorte in Paris und Saint-Denis

Die Terroranschläge in Paris am Freitag, dem 13. November 2015, waren koordinierte, islamistisch motivierte Attentate an fünf verschiedenen Orten im 10. und 11. Pariser Arrondissement sowie in der Umgebung des Stade de France im Vorort Saint-Denis. Nach Angaben der französischen Regierung wurden 130 Menschen getötet und 683 verletzt, darunter mindestens 97 schwer. Außerdem starben sieben der Attentäter in unmittelbarem Zusammenhang mit ihren Attacken; der mutmaßliche Drahtzieher der Anschläge, Abdelhamid Abaaoud, starb wenige Tage später bei einer Razzia im Pariser Vorort Saint-Denis.
Zu den Anschlägen bekannte sich die terroristische Vereinigung „Islamischer Staat“ (IS).
Die Angriffsserie am Freitagabend richtete sich gegen die Zuschauer eines Fußballspiels, gegen die Besucher eines Rockkonzerts im Bataclan-Theater sowie gegen die Gäste zahlreicher Bars, Cafés und Restaurants. Es handelte sich um mehrere Schusswaffenattentate, ein Massaker mit Geiselnahme sowie sechs Detonationen, die von Selbstmordattentätern mit Sprengstoffwesten ausgelöst wurden.
Nach den Attentaten verhängte die Regierung Valls den Ausnahmezustand und rief eine dreitägige Staatstrauer aus. Präsident François Hollande sprach von einem kriegerischen Akt und kündigte einen entschiedenen Kampf gegen den Terror an. Am 17. November 2015 beantragte Frankreich als erstes Land in der Geschichte der Europäischen Union den Beistand der anderen EU-Staaten im Rahmen der Regelungen der Gemeinsamen Sicherheits- und Verteidigungspolitik (Art. 42 Abs. 7 des EU-Vertrags).

## Kontext

### Terrorismus in Frankreich
1994 brachte eine Gruppierung der GIA den Air-France-Flug 8969 in ihre Gewalt. Geplant war, das Flugzeug über Paris abstürzen zu lassen. 1995 kam es zu einer Anschlagsserie in Paris mit Attentaten in Zügen der Pariser Métro und dem RER, ebenfalls durch die GIA. Im Dezember 1996 folgte der Anschlag im Pariser Bahnhof Port-Royal. In der Region Paris galt ab Juli 2005, dem Tag der Terroranschläge in London, die höchste Terrorwarnstufe des Plan Vigipirate. Ende September 2014 wurden in der Presse Warnungen des Iraks zu geplanten Terroranschlägen auf die Metro in Paris bekannt.
Die Terroranschläge am 13. November 2015 bildeten die zweite größere Terrorattacke in Frankreich in elf Monaten – nach dem Angriff auf die Redaktion des Satiremagazins Charlie Hebdo und der Geiselnahme an der Porte de Vincennes im Januar 2015. Der Terroranschlag von Saint-Quentin-Fallavier am 26. Juni 2015 wurde von einem Einzelgänger begangen, eine Reihe weiterer Attentate konnten im Vorfeld verhindert werden.
Beim versuchten Anschlag im Thalys-Zug 9364 am 21. August 2015 konnte ein mit einem Sturmgewehr bewaffneter Attentäter durch zufällig anwesende amerikanische Soldaten überwältigt und ein mögliches Blutbad verhindert werden.

### Anschläge im unmittelbaren zeitlichen Umfeld
Am 29. Oktober 2015 hatte der französische Geheimdienst einen Anschlag des „Islamischen Staates“ auf Soldaten der französischen Marine am Marinestützpunkt in Toulon vereitelt, erklärte der französische Innenminister Bernard Cazeneuve am 10. November 2015. Ein 25-Jähriger war verhaftet und am 3. November wegen der Zugehörigkeit zu einer kriminellen Vereinigung und Terrorismus angeklagt worden. Einen Tag vor dem Anschlag in Paris verübte der „Islamische Staat“ einen Terroranschlag in der libanesischen Hauptstadt Beirut im Feierabendverkehr vor einer Bäckerei und einer Moschee. Neben den zwei Selbstmordattentätern starben weitere 47 Menschen und über 230 wurden verletzt. Ein Flugzeugabsturz (Kogalymavia-Flug 9268) am 31. Oktober 2015 auf der Sinai-Halbinsel war vom IS für sich in Anspruch genommen, aber zum Zeitpunkt des Anschlags noch nicht eindeutig zugeordnet worden. Am Tag der Anschläge von Paris war in Istanbul ein ebenfalls großer Anschlag verhindert worden, teilten türkische Behörden mit. Am 13. November 2015 waren fünf Verdächtige festgenommen worden, darunter ein enger Vertrauter des britischen IS-Kämpfers Mohammed Emwazi („Jihadi John“), teilte die türkische Regierung mit, die davon ausging, dass der Anschlag in Istanbul am selben Tag wie die Anschläge in Paris geplant gewesen sei.
Nach Angaben von Ermittlern hatten die Terroristen am 13. November 2015 möglicherweise einen parallelen Anschlag auf den Flughafen Amsterdam Schiphol geplant. Dafür spreche ein Organigramm der eingesetzten Terror-Teams, das auf einem Laptop der Attentäter der späteren Terroranschläge in Brüssel gefunden worden sei. Zwei Verdächtige, die inzwischen in Belgien inhaftiert sind, seien am 13. November 2015 per Fernbus nach Amsterdam gefahren und hätten mit falschen Identitäten ein Hotelzimmer unmittelbar vor dem Flughafen Schiphol genommen. Warum sie kein Attentat verübt hätten, sei unklar.

### Unmittelbares Vorfeld
Marc Trévidic, einer der französischen Untersuchungsrichter für Terrorstraftaten, äußerte sich Wochen vor der Anschlagserie mit Aussagen in einem Interview mit der Zeitschrift Paris Match, wonach Frankreich eines der Hauptziele eines terroristischen Überbietungswettbewerbes sei. Einige Terrororganisationen seien bestrebt, eine Art „Prix Goncourt des Terrorismus“ zu gewinnen, indem sie das Ausmaß des 11. September 2001 übertreffen wollten. Dies solle seitens des Anführers des sogenannten Islamischen Staates (IS) Abū Bakr al-Baghdādīs bevorzugt in Frankreich geschehen. Frankreich sei für die Terroristen näher und leichter erreichbar und wegen seiner militärischen Präsenz, etwa in Mali, Syrien und Irak, sowie wegen der militärischen Unterstützung Israels und der Golfstaaten mittlerweile zu einem bevorzugten Anschlagsziel geworden. Die Justiz sei deutlich überfordert.
Am 15. November 2015 betonte ein Vertreter des irakischen Geheimdienstes, dass die französischen Behörden entsprechende reichlich vage Warnungen am Tag vor den Anschlägen aus dem Irak bekommen haben. Die Anschläge vom 13. November in Paris sollen vom Führer des Islamischen Staates, Abū Bakr al-Baghdādī, selbst befohlen und in der IS-Hochburg Ar-Raqqa in Syrien geplant und koordiniert worden sein. Nach den irakischen Geheimdienstinformationen sollen angeblich mindestens 24 Menschen, darunter 19 Angreifer, an den Anschlägen beteiligt gewesen sein.

## Chronologischer Verlauf laut Staatsanwaltschaft
- 21:20 Uhr * – Die erste Detonation am Stade de France während eines Freundschaftsspiels zwischen der französischen und der deutschen Fußballnationalmannschaft.
- 21:25 Uhr – In der Rue Alibert fallen Schüsse in der Bar Le Carillon und im Restaurant Le Petit Cambodge, bei denen 15 Menschen getötet werden.
- 21:30 Uhr * – Die zweite Detonation am Stade de France.
- 21:32 Uhr – In der Rue du Faubourg-du-Temple und der Rue de la Fontaine-au-Roi werden Schüsse abgefeuert, durch die auf den Terrassen des Café Bonne Bière und der Pizzeria La Casa Nostra fünf Menschen sterben.
- 21:36 Uhr – In der Rue de Charonne in der Bar La Belle Équipe fallen minutenlang Schüsse, bei denen 19 Menschen getötet werden.
- 21:40 Uhr – Ein Terrorist sprengt sich auf dem Boulevard Voltaire nahe dem Place de la Nation im Cafe Comptoir Voltaire, in die Luft.
- 21:40 Uhr – Schwer bewaffnete Angreifer stürmen die Konzerthalle Bataclan. Dort sterben mindestens 89 Menschen.
- 21:53 Uhr – Die dritte Detonation am Stade de France.
- 00:20 Uhr – Einsatzkräfte der Polizei stürmen das Bataclan.[13]

## Ablauf an den verschiedenen Tatorten

### Stade de France

Das Stade de France (2009)

Im Stade de France fand vor rund 80.000 Zuschauern das Freundschaftsspiel zwischen der französischen und der deutschen Fußballnationalmannschaft statt. Bei der Sportveranstaltung, die per Direktübertragung in 66 Ländern ausgestrahlt wurde, waren Staatspräsident François Hollande und der deutsche Außenminister Frank-Walter Steinmeier anwesend.
Einer der drei Selbstmordattentäter versuchte, am Eingangstor D in der Avenue Jules Rimet 15 Minuten nach Spielbeginn ins Stadion zu gelangen. Ein Sicherheitsmann kontrollierte den Täter und entdeckte eine Sprengstoffweste, woraufhin der Attentäter flüchtete. Laut Spielaufzeichnung zündete er um 21:17 Uhr die Bombe außerhalb des Stadions und riss dabei einen Passanten mit in den Tod. Der Attentäter führte einen gefälschten syrischen Pass mit sich, der am 3. Oktober 2015 in Griechenland registriert worden war. Die wahre Identität des Mannes ist bislang unbekannt.
Ein zweiter Pass, der nach den Anschlägen am Stadion gefunden wurde, gehörte dem ägyptischen Opfer des Sprengstoffanschlages.
Der zweite Selbstmordattentäter am Stadion versuchte am Toreingang H in das Innere zu gelangen. Kurz darauf, um 21:21 Uhr, sprengte er sich in die Luft. Dieser Attentäter war ebenfalls am 3. Oktober 2015 in Griechenland registriert worden, seine Identität ist bislang ebenfalls unbekannt.
Um 21:36 Uhr erhielt der französische Innenminister Bernard Cazeneuve die Mitteilung des Polizeipräfekten, dass es sich um Anschläge handele.
Der dritte Selbstmordattentäter war Bilal Hadfi. Er befand sich 300 Meter abseits des Stadions vor einer McDonald’s-Filiale an der Straßenkreuzung zwischen der Rue des Trémies und der Rue de la Cokerie und zündete seinen Sprengstoffgürtel um 21:53 Uhr, wobei keine weiteren Menschen ums Leben kamen.
Alle drei Detonationen waren im Stadion wahrnehmbar, die beiden ersten sind in der Fernsehübertragung zu hören. Die meisten der befragten Stadionbesucher gaben an, die Geräusche auf Feuerwerkskörper zurückgeführt zu haben. Während Hollande in der Halbzeitpause das Stadion verließ und ins Innenministerium fuhr, nahm Steinmeier in der zweiten Halbzeit seinen Platz auf der Ehrentribüne wieder ein.
Das Spiel wurde fortgesetzt, um eine größere Panik zu vermeiden.
Zeitweise waren während der zweiten Spielhälfte die Ausgänge des Stadions abgeriegelt.
Nach Spielende wurden die Zuschauer geordnet aus dem Stadion geleitet. Da nicht alle Ausgänge geöffnet waren, strömten viele auf das Spielfeld.
Beide Nationalmannschaften verblieben nach dem Spiel im Stadion. Die französische Mannschaft wurde in den frühen Morgenstunden nach Clairefontaine-en-Yvelines zum Leistungszentrum der Fédération Française de Football gefahren.
Die deutsche Mannschaft verbrachte die ganze Nacht im Stadion, die französischen Kollegen leisteten ihr zeitweilig Gesellschaft. Die Spieler wurden am Morgen direkt zum Flughafen gebracht.
Eine Cousine des französischen Nationalspielers Lassana Diarra, der am Abend an dem Spiel gegen Deutschland teilnahm, zählte zu den Todesopfern.

### Angriffe auf Restaurants und Bars

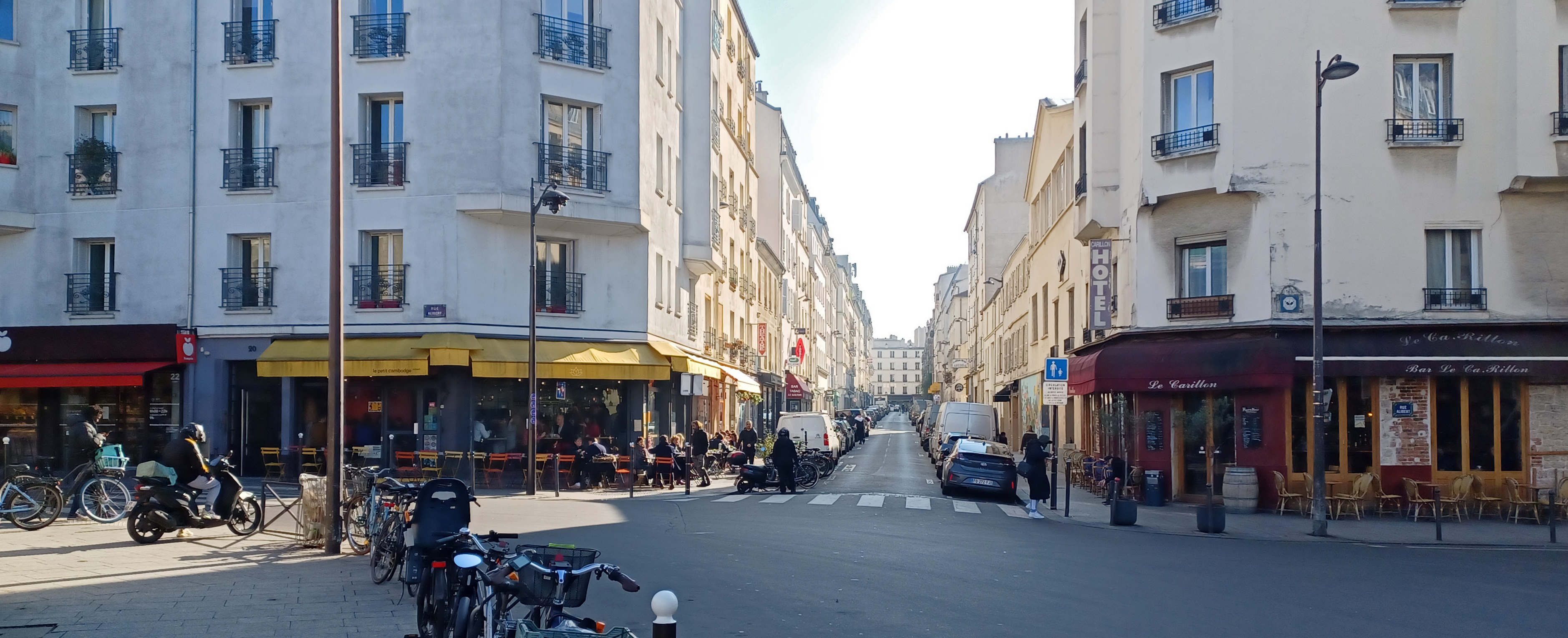
Links mit gelben Markisen das Restaurant Le petit cambodge, rechts mit weinroten Markisen die Bar Le Carillon (2023)

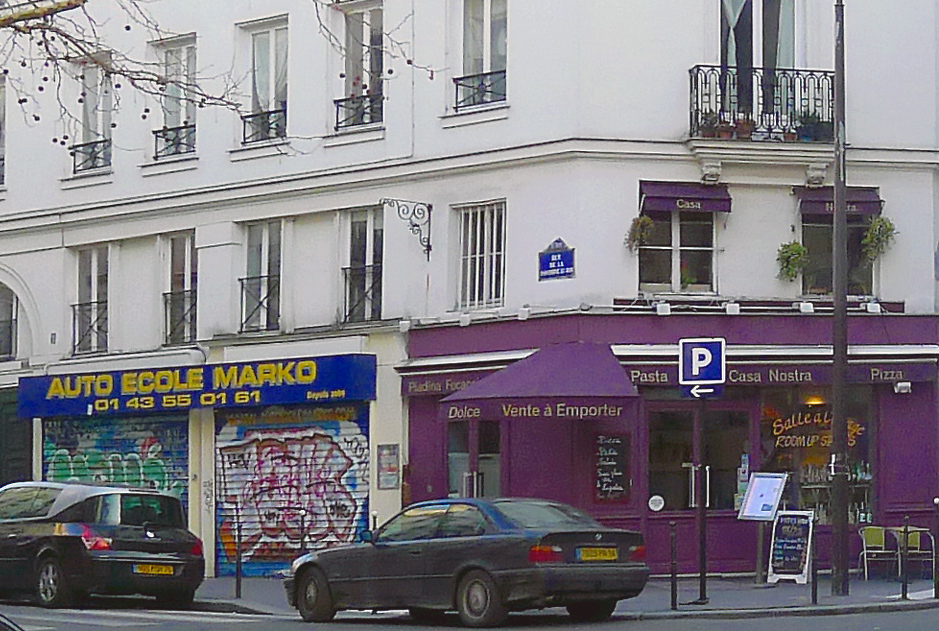
Das Eckrestaurant La Casa Nostra in der Rue de la Fontaine au Roi (2013)

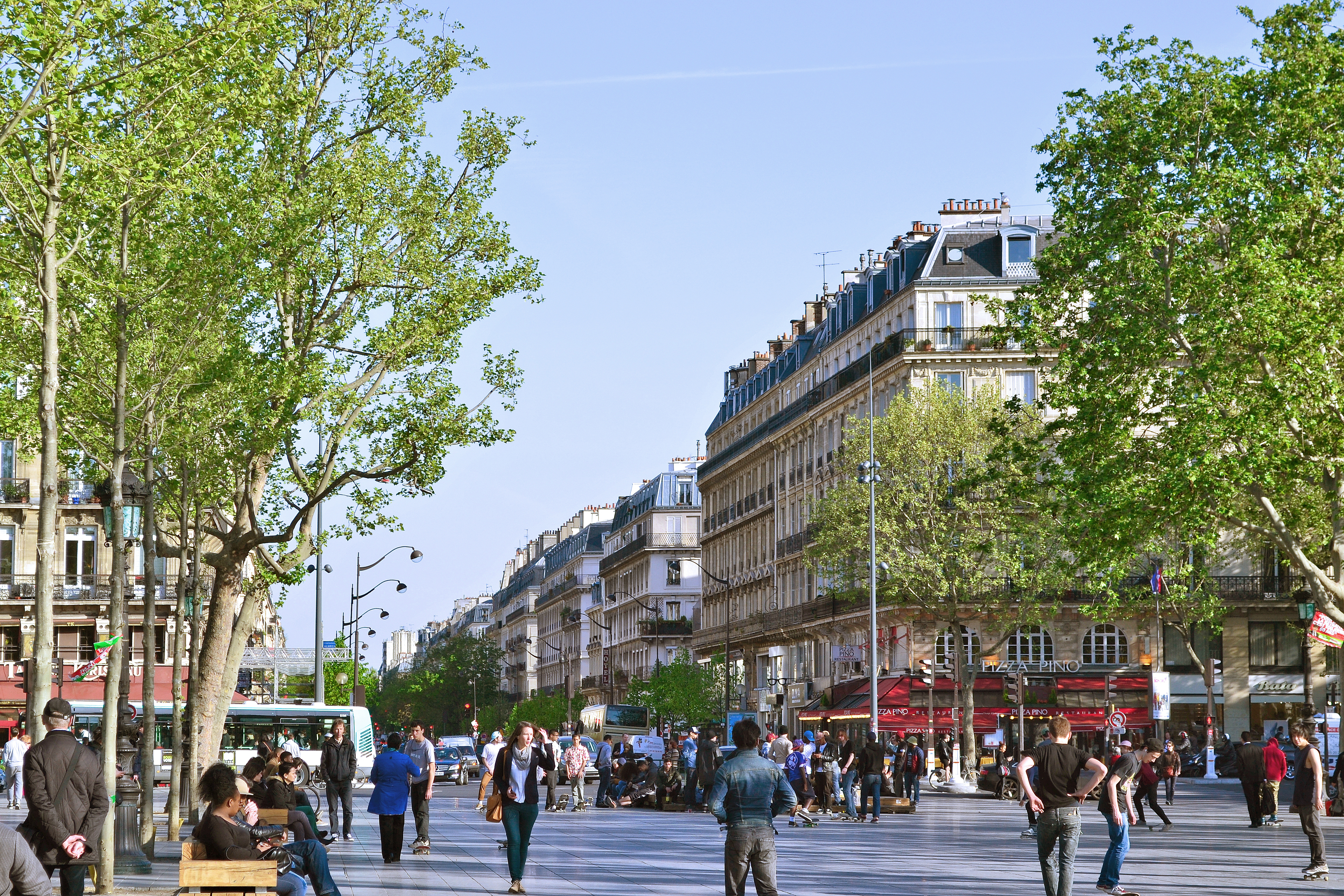
Boulevard Voltaire (2014)

Nahezu gleichzeitig zu den Anschlägen im Stadion fuhr eine Gruppe von Attentätern in einem schwarzen Seat Leon durch das 10. Arrondissement an einem belebten Freitagabend aus nördlicher Richtung kommend in Richtung Südosten.
Die Angreifer hielten gegen 21:25 Uhr an der Kreuzung Rue Bichat und Rue Alibert. Zunächst feuerten sie mit Kalaschnikow-Sturmgewehren auf die Außenplätze der Bar Le Carillon in der Rue Alibert 18, anschließend auf das gegenüberliegende kambodschanische Restaurant Le Petit Cambodge in der Rue Alibert 20. Insgesamt starben an diesem Ort mindestens 15 Personen, zehn weitere wurden verletzt. Nach der Tat fuhren die Attentäter über die Rue Bichat zum 400 m entfernt liegenden nächsten Tatort.
Um 21:32 Uhr hielten die Angreifer erneut an einer Straßenkreuzung und erschossen dort einen Mann in seinem Fahrzeug. Danach nahmen sie das Café Bonne Bière in der Rue du Faubourg-du-Temple 32 unter Beschuss, in dem drei Personen starben. Anschließend feuerten sie in den benachbarten Waschsalon Lavatronic, und schließlich beschossen sie das gegenüberliegende italienische Restaurant La Casa Nostra in der Rue de la Fontaine au Roi 2, wobei eine Person ums Leben kam. Acht weitere Personen wurden schwer verletzt. Als der Schütze am Ende einzelne Überlebende auf der Terrasse exekutieren wollte, hatte seine Waffe eine Ladehemmung. Er stieg daraufhin zurück in das Fahrzeug, welches den Tatort über die Rue de la Fontaine au Roi verließ. Aus dem fahrenden Auto heraus wurde eine weitere Person erschossen.
Um 21:36 Uhr schossen die Angreifer in der Rue de Charonne 92 wieder aus ihrem Fahrzeug. Sie feuerten in die Bar La Belle Équipe und töteten dabei 19 Menschen. Neun weitere Personen wurden schwer verletzt. Um 21:40 Uhr sprengte sich der Selbstmordattentäter Ibrahim Abdeslam im Café Comptoir Voltaire am Boulevard Voltaire 253 im 11. Arrondissement in die Luft, nachdem er eine Bestellung aufgegeben hatte. Die Bombe detonierte unvollständig und verletzte fünfzehn Personen, eine davon schwer. Der Tatort liegt rund 900 Meter von der Bar La Belle Équipe entfernt. Der schwarze Seat Leon wurde später an der etwa vier Kilometer entfernten Metrostation Croix de Chavaux abgestellt.

### Massaker im Bataclan-Theater

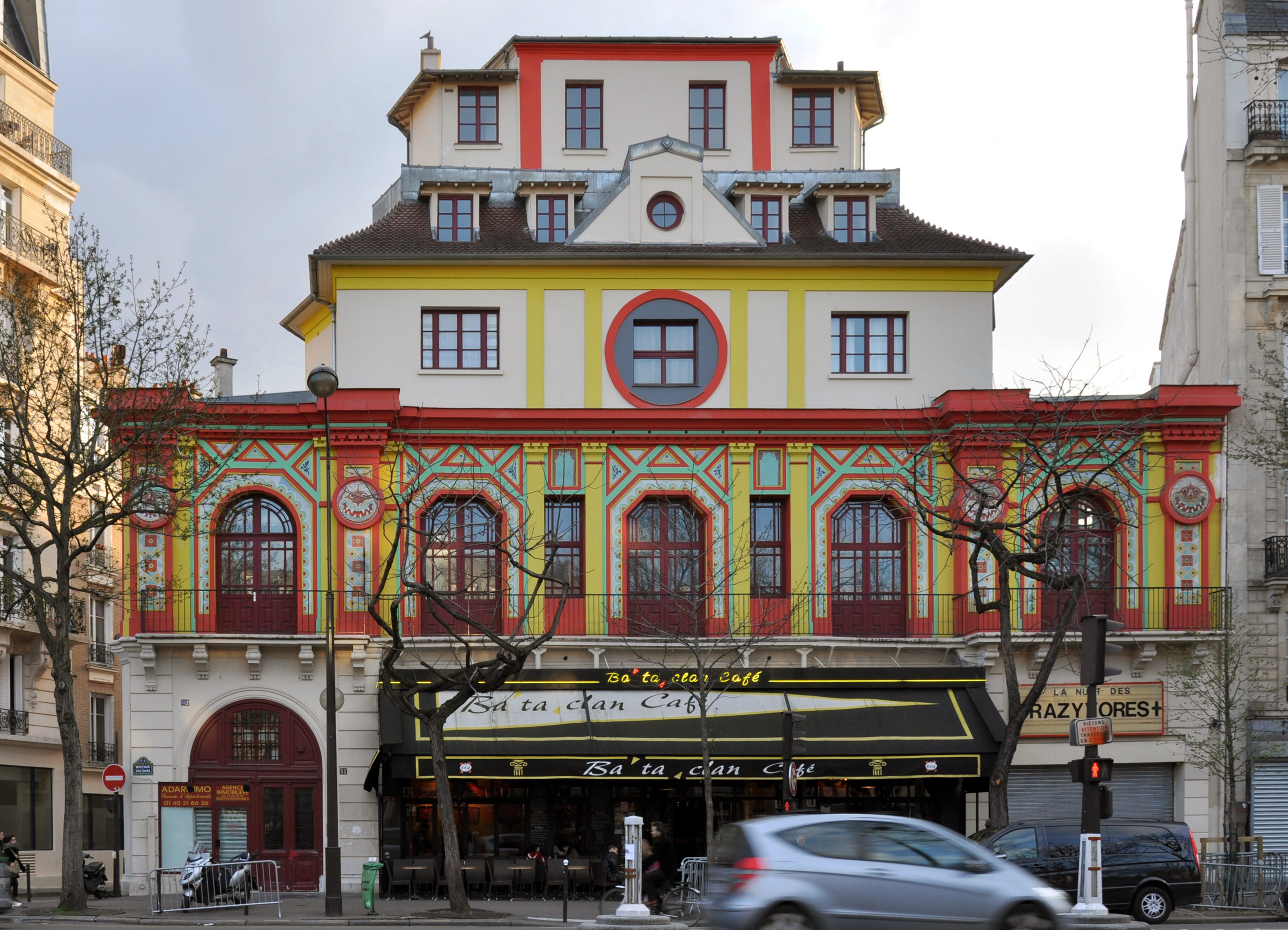
Das Bataclan-Theater (2008)

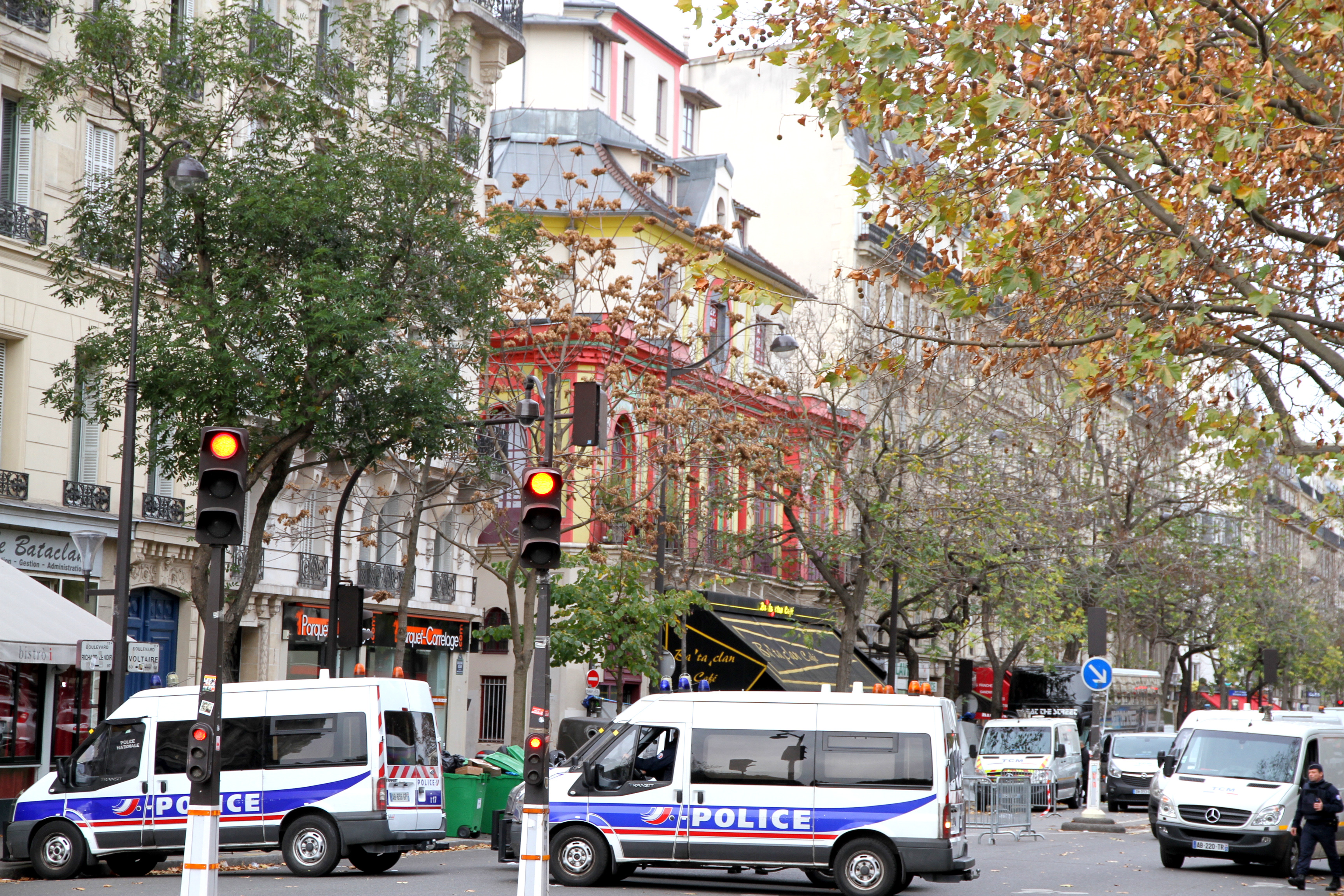
Polizeifahrzeuge am Bataclan-Theater nach den Terroranschlägen

Im Bataclan-Theater am Boulevard Voltaire 50 im 11. Arrondissement gab die US-amerikanische Rockband Eagles of Death Metal am Abend ein Konzert vor etwa 1500 Konzertbesuchern. Gegen 21:50 Uhr stiegen Amimour, Mostefaï und Aggad vor dem Theater aus einem VW Polo, beschossen unvermittelt zwei junge Männer auf Fahrrädern und drangen durch die Bar und den Merchandisingstand in das Gebäude ein. Die Angreifer feuerten zunächst circa zehn Minuten lang mit Kalaschnikow-Sturmgewehren in das Publikum und warfen Handgranaten in die Menge. Schon zu Beginn des Anschlags gab es viele Todesopfer und teilweise schwer Verletzte, insgesamt wurden im Bataclan-Theater 89 Menschen ermordet. Die Besucher versuchten, sich in den Räumen der Halle und auf den Balkonen zu verstecken, manche konnten ins Freie flüchten. Zwei gegen 22:15 Uhr eingetroffenen Polizisten der Brigade anti-criminalité (BAC) gelang es, Aggad zu erschießen. Sie mussten sich zurückziehen und auf eintreffende Verstärkung (RAID, BRI) warten. Die beiden Attentäter Amimour und Mostefaï begaben sich auf die oberen Ränge, wo sie Geiseln nahmen und sich verbarrikadierten. Die Spezialkräfte der Polizei suchten die Räume ab und befreiten nach und nach die Gäste. Ein Unterhändler der Polizei versuchte vergeblich, mit den Attentätern zu verhandeln.
Beim Zugriff der Polizeikräfte gegen 0:20 Uhr töteten sich die beiden Terroristen durch Auslösen ihrer Sprengstoffwesten. Gegen 0:50 Uhr war die Aktion beendet. Die Mitglieder der österreichischen Vorgruppe White Miles und die Eagles of Death Metal entkamen unverletzt dem Schauplatz des Terroraktes. Ein britisches Crew-Mitglied, das den Merchandising-Stand betreute, wurde erschossen. Unter den Besuchern des Konzertes befanden sich Musiker der US-amerikanischen Metal-Band Deftones, die dort ursprünglich am 14. November 2015 auftreten sollten. Sie entgingen dem Blutbad, weil sie kurz nach Beginn des Hauptkonzerts den Saal verließen.

## Bilanz

### Opferzahlen
| Frankreich * | ca. 100   |
| Belgien * | 3         |
| Chile | 3         |
| Spanien * | 3         |
| Algerien | 2         |
| Ägypten * | 2         |
| Deutschland | 2         |
| Mexiko * | 2         |
| Portugal * | 2         |
| Rumänien | 2         |
| Senegal | 2         |
| Tunesien | 2         |
| Italien | 1         |
| Marokko | 1         |
| Russland | 1         |
| Schweden | 1         |
| Türkei * | 1         |
| Vereinigtes Königreich | 1         |
| Vereinigte Staaten * | 1         |
| Venezuela | 1         |
| Insgesamt | ca. 130 * |
| *Inklusive Bürger mit doppelter Staatsangehörigkeit. Die einzelnen Zeilen können deshalb nicht aufaddiert werden. Nach Tatorten addiert, sind es exakt 129 Todesopfer. |           |

Durch die Anschlagsserie wurden mehr Personen getötet als bei jedem anderen Terrorakt in Europa seit den Madrider Zuganschlägen vom 11. März 2004. Die französische Regierung zählte 130 Tote und 683 Verletzte, darunter mindestens 97 schwer.

### Beurteilungen und Analysen der IS-Strategie
Es waren die ersten Selbstmordattentate in Frankreich.
Der Terrorismusexperte Michael E. Leiter sprach von einem „game changer“ (Paradigmenwechsel) für die westliche Welt. Die Attacken seien in ihrem Komplexitätsniveau nur mit den Anschlägen vom 26. November 2008 in Mumbai (Indien) vergleichbar. Bruce Hoffman, Direktor des Center for Security Studies an der Georgetown University, wies darauf hin, dass Osama bin Laden im Jahr 2010 al-Qaida-Zellen dazu aufgerufen hatte, Anschläge im Stile der von Mumbai zu wiederholen. Dem IS gelinge nun, woran die al-Qaida damals gescheitert sei.
Deutsche Sicherheitsexperten wiesen unter anderem auf die mit der Anschlagserie verbundene ausgefeilte Medienstrategie hin. Ähnlich wie in Indien sei die Medienaufmerksamkeit möglichst lange einbezogen und zur Verbreitung von Angst genutzt worden. Die Gewerkschaft der Polizei forderte umfangreichere Überwachungskompetenzen (vgl. Vorratsdatenspeicherung).
Nach den Anschlägen sah der damalige französische Untersuchungsrichter für Terrorstraftaten Marc Trévidic wesentliche Treiber in IS-Rückkehrern aus Syrien, die mit einer bis dato nicht gekannten technischen Ausstattung versehen seien, unter anderem aufwendigen und verlässlichen Sprengstoffwesten und der zugehörigen Technologie. Die Kombination aus gut ausgebildeten, zum koordinierten Selbstmord bereiten Attentäterteams sei neu; es sei falsch, im Westen nur mit Einzeltätern zu rechnen. Das Umfeld der identifizierten Terroristen müsse schnell erfasst und analysiert werden. Der Politikwissenschaftler Peter R. Neumann äußerte, er sehe eine dramatische Änderung (und technische Perfektionierung) der Taktik, nicht unbedingt der Strategie, die seit einiger Zeit u. a. auf Europa ziele.
William McCants von der Brookings Institution zufolge habe der IS sich von einem lokal begrenzten Dschihad hin zu einer global kämpfenden Organisation verändert. Wie beim Kampf in Syrien und Irak habe der IS in Paris mit den Mitteln einer Stadtguerilla operiert. Sajjan Gohel vom Londoner Thinktank Asia-Pacific Foundation sieht die Anschläge in Paris als wichtige Wegscheide: Nach den Angriffen gegen die amerikanischen Botschaften in Kenia und Tansania 1998 und der Cole 2000 hatten die Amerikaner Bodeneinsätze vermieden und sich auf Luftschläge verlassen; erst nach den Anschlägen am 11. September 2001 wurde die Infrastruktur der Al-Qaida in Afghanistan systematisch angegriffen und zerstört. Ein entschiedenes Vorgehen – mit Bodentruppen wie aktuell bei der Eroberung des von Jesiden besiedelten Sindschar im irakischen Kurdengebiet – gegen die terroristische Infrastruktur sei geboten, weil sonst mit einer weiteren Eskalation von Anschlägen (nun des IS) im Westen nach dem Management of Savagery (Handbuch des Djihad) zu rechnen sei.

## Tatbegründung im Bekennerschreiben
Die Terrororganisation „Islamischer Staat“ (IS, Dāʿiš) bekannte sich am 14. November 2015 in einer im Internet auf Arabisch, Französisch, Englisch und Deutsch veröffentlichten Erklärung zu den Anschlägen. In der Erklärung werden die Anschläge als „gesegneter Raubzug“ (ġazwa mubāraka) gegen das „kreuzzüglerische Frankreich“ (Firansā aṣ-ṣalībīya) bezeichnet. Der Erklärung ist ein Zitat aus dem Koran (Sure 59:2) vorangestellt, das sich auf die Vertreibung des jüdischen Stamms der Banū n-Nadīr im Jahr 627 durch Mohammed bezieht. Paris wird in der Erklärung als „Hauptstadt der Unzucht und des Lasters“ bezeichnet, die Angreifer als „gläubige Gruppe der Armee des Kalifats“ gepriesen.
Der „Islamische Staat“ begründete das Attentat auf das Konzert im Bataclan damit, dass sich dort „hunderte Götzendiener in einer perversen Feier versammelt“ hätten. Das Theater, das bis vor Kurzem jüdische Eigentümer hatte, war früher massiv bedroht worden. Die Terroristen attackierten mit dem Stadion und dem Bataclan Orte, an denen assimilierte Muslime Anerkennung in Frankreich gewonnen hatten. Die französische Fußballnationalmannschaft gilt als Vorzeigebeispiel für erfolgreiche Integration von Migrantenkindern. Im Bataclan sind unter anderem Musiker und Bands wie MC Solaar, Scred Connexion, Sefyu, Youssoupha und Oxmo Puccino regelmäßig aufgetreten, die Popularität weit über ihre Wurzeln in den Banlieues errungen hatten.
Die Anschlagsziele waren keine touristisch relevanten Symbole der Grandeur Frankreichs wie der Arc de Triomphe oder der Louvre. Die Terroristen wählten bei den Einheimischen beliebte ehemalige quartiers populaires, also Kleine-Leute-Viertel, die mittlerweile zum Ausgehviertel der bourgeoisen Bohèmiens (Bobos) geworden sind, und trafen damit laut dem Leitartikel des Spiegels zu den Anschlägen die Mitte der französischen Gesellschaft.

## Unmittelbare Reaktionen

### Frankreich

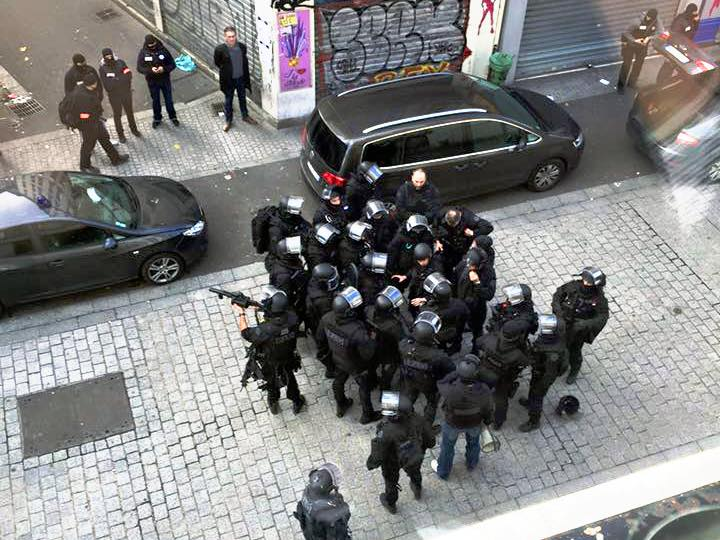
Polizeirazzia in Saint-Denis am 18. November 2015, Rue du Corbillon, von der Rue de la République Saint-Denis aus

#### Ausrufung des Ausnahmezustands
Die für die Region Île-de-France koordinierend tätige Polizeipräfektur in Paris (Préfecture de Police de Paris) riet unmittelbar nach den Anschlägen der Bevölkerung, das Haus nicht zu verlassen und öffentliche Veranstaltungen zu unterbrechen. Es wurde eine dreitägige Staatstrauer angeordnet. Für Paris und die angrenzenden Départements, die Petite couronne, wurde ein bis zum 19. November 2015 gültiges Versammlungsverbot erlassen.
Staatspräsident François Hollande rief seit den Banlieue-Unruhen im Jahr 2005 erstmals wieder und mit Wirkung vom 14. November 2015, 00:00 Uhr den Ausnahmezustand für ganz Metropolitan-Frankreich und Korsika aus und verkündete Maßnahmen nach dem Notstandsplan Plan rouge. An den französischen Staatsgrenzen wurden Grenzkontrollen eingeführt und das Heer sowie die Antiterroreinheit RAID zu Hilfe gerufen. Es wurden 1500 Reservisten einberufen. Mit dem Ausnahmezustand begannen die französischen Streitkräfte mit der Operation Sentinelle insgesamt 7000 Soldaten zu mobilisieren, davon 4000 in der Region Île-de-France. Darunter werden 150 Angehörige des 3e régiment parachutiste d’Infanterie de marine (3. Fallschirmjäger-Regiment der Marineinfanterie) aus Carcassonne in Paris eingesetzt.
Nach den Anschlägen sagte Präsident Hollande seine Teilnahme am G-20-Gipfel ab, der am 15./16. November 2015 im türkischen Antalya stattfand. Präsident Hollande sprach von einem kriegerischen und barbarischen Akt des „Islamischen Staates“, dem Frankreich mit allen Mitteln und im Rahmen der Verfassung entschlossen entgegnen werde. Ministerpräsident Manuel Valls hat aus Sicherheitsgründen alle Demonstrationen sowie Konzerte und Feiern rund um die UN-Klimakonferenz in Paris vom 30. November bis 11. Dezember 2015 abgesagt. Zudem haben mehrere Musiker und Bands ihre Konzerte und Tourneen in Frankreich und teils in ganz Europa vorerst abgesagt, darunter Foo Fighters, Motörhead, Prince, U2 und Years & Years.
Am 16. November 2015 sprach Präsident François Hollande im Schloss von Versailles vor dem Kongress (Congrès du Parlement français), bestehend aus den beiden Kammern des Parlamentes (Nationalversammlung und Senat). Er forderte die Verlängerung des Ausnahmezustandes und eine Verfassungsänderung für Notstandsermächtigungen. In seiner Ansprache vor 925 Parlamentariern sagte er: „Wir werden den Terrorismus auslöschen“. „Unsere Demokratie hat über Feinde triumphiert, die in Wahrheit viel furchterregender waren als diese feigen Mörder.“ Zudem rief der Präsident die anderen EU-Staaten, die Beistandspflichten hätten, zur engen Zusammenarbeit bei der Terrorismusbekämpfung sowie der Sicherung der Außengrenzen der EU auf. Am 19. November 2015 folgte die Nationalversammlung Hollande und stimmte der Verlängerung des Ausnahmezustandes per Gesetz zu. Der Senat zog tags darauf nach und machte somit den Weg zur Verlängerung des Ausnahmezustandes frei. Nach sechsmaliger Verlängerung wurde der Ausnahmezustand zum 1. November 2017 offiziell beendet.
Verschiedene Gesetze zur Bekämpfung der Organisierten Kriminalität, des Terrorismus und dessen Finanzierung verliehen den Gerichten und Staatsanwaltschaften sowie den Geheimdiensten mehr Befugnisse, unter anderem zum Einsatz nachrichtendienstlicher Überwachungstechnik. Die Anschläge vom 13. November 2015 wurden zum Anlass genommen, das bereits bestehende gesetzliche Arsenal der Werkzeuge im Kampf gegen den Terrorismus insgesamt zu erweitern.

#### Verkehr
Der Flughafen Paris-Orly wurde in der Nacht zum Samstag geschlossen; alle Flüge wurden storniert. Der U-Bahn-Verkehr auf den Linien 3, 5, 8, 9 und 11, die durch Stadtviertel mit den Tatorten führen, wurde zeitweise eingestellt.

#### Gesellschaft
Auf Twitter wurden unter dem Hashtag #porteOuverte Unterkünfte für gestrandete Reisende angeboten. Ähnlich wurde in New York reagiert und bot dort gestrandeten Franzosen Obdach an. Weitere Hashtags wie #peaceforparis oder #prayforparis und ein von dem französischen Grafiker Jean Jullien noch in der Nacht der Anschläge auf Twitter veröffentlichtes Symbolbild, eine Kombination aus dem CND-Friedenszeichen und der Silhouette des Eiffelturms, fanden weite Verbreitung. Anhänger des „Islamischen Staates“ bejubelten die Taten in sozialen Netzwerken.
Der islamische Dachverband Conseil français du culte musulman (CFCM) verurteilte die Attentate und appellierte an die Einigkeit und Solidarität aller Franzosen. Unter dem Hashtag #NotInMyName (nicht in meinem Namen) und anderen Initiativen solidarisieren sich Muslime in der ganzen Welt gegen den Terror, islamistischen Fanatismus und für Frieden und Dialog.
Der Erzbischof von Paris André Vingt-Trois forderte die Katholiken der Stadt zum Gebet auf, ließ die Totenglocke der Kathedrale Notre-Dame läuten und zelebrierte einen Gedenkgottesdienst am Sonntag. Die Messe wurde unter anderem von der Bürgermeisterin Anne Hidalgo und den früheren Premiers François Fillon und Alain Juppé sowie dem früheren Staatspräsidenten Valéry Giscard d’Estaing besucht.
Der Großrabbiner Frankreichs Haïm Korsia, Joël Mergui vom Consistoire central israélite und der Pariser Großrabbiner Michel Gugenheim äußerten sich in einer Presseerklärung und luden zu einem Gedenkempfang am Sonntag in der Synagogue de la Victoire ein. Neben Vertretern des jüdischen Lebens in Frankreich wie Roger Cukierman (CRIF) und Sacha Reingewirtz (UEJF) nahmen dabei der Imam von Drancy, Hassen Chalghoumi, sowie regionale Politiker der Île-de-France wie beispielsweise Valérie Pécresse und Präfekt Jean-François Carenco teil. Die Botschafterin Israels Aliza Bin Noun war ebenso unter den Gästen.
In Paris wurden alle öffentlichen Einrichtungen und Veranstaltungszentren geschlossen. Sportveranstaltungen am Wochenende, z. B. der Boulogne-Billancourt-Halbmarathon wurden abgesagt. Am Folgetag kam es zu spontanen Solidaritätskundgebungen in vielen französischen Städten wie international. Die Rekrutierungsstellen des französischen Militärs registrierten nach den Anschlägen auf Charlie Hebdo eine deutliche Zunahme der Bewerber. Während sich 2014 an Werktagen 100 bis 150 Jugendliche für den Militärdienst vorstellten, waren es Anfang 2015 bis zu 400 täglich. Nach den Attentaten im November meldeten sich bis zu 1500 Freiwillige täglich.
Das traditionelle Lichterfest in Lyon, das alljährlich Anfang Dezember stattfindet, wurde für 2015 abgesagt. „Wir werden das Fest der Lichter in eine Hommage an die Opfer der Attentate umwandeln“, twitterte Bürgermeister Gérard Collomb.

### Europäische Union

#### Beistand nach Artikel 42 des EU-Vertrages
Im Rahmen der Gemeinsame Sicherheits- und Verteidigungspolitik (GSVP) und des Art. 42 Abs. 7 des Vertrages über die Europäische Union hat der französische Verteidigungsminister Jean-Yves Le Drian am 17. November 2015 in Brüssel offiziell den Beistand der anderen EU-Mitgliedstaaten angefordert und dies als „politischen Akt“ bezeichnet. Damit war Frankreich das erste Land in der Geschichte der EU, das die unionsrechtliche Beistandsklausel in Anspruch nahm. Alle Mitgliedstaaten haben den französischen Antrag unterstützt und ihre Solidarität und ihren Beistand zugesichert.
Aufgrund bilateraler Gespräche zwischen Frankreich und den anderen EU-Staaten sollen konkrete Maßnahmen umgesetzt werden. Le Drian sprach von der Zusammenarbeit bei Kapazitäten und von der Unterstützung bei militärischen Einsätzen wie in Syrien, im Irak oder in anderen Einsatzgebieten wie in Afrika. „Wir alle sind in diesen Zeiten Franzosen“, so der französische Verteidigungsminister.
Am 4. Dezember 2015 beschloss der Deutsche Bundestag den Bundeswehreinsatz in Syrien im Rahmen der Operation Inherent Resolve.

#### Europäischer Rat
Am 20. November 2015 zog der Europäische Rat verschiedene Schlussfolgerungen aus Terroranschlägen vom 13. November 2015. Dazu zählten:
- Fertigstellung der EU-Richtlinie über Fluggastdatensätze (PNR) vor Ende des Jahres[133][134]
- Bekämpfung des illegalen Handels mit Feuerwaffen
- Verstärkung der Kontrollen an den Außengrenzen der EU
- gezielte Bekämpfung der Terrorismusfinanzierung
- Verbesserung des Informationsaustauschs und der justiziellen Zusammenarbeit bei Europol und Eurojust.

#### Einzelne Mitgliedstaaten
Als unmittelbare Reaktion auf die Anschläge verschärften zunächst fast alle europäischen Länder ihre Sicherheitsmaßnahmen. Die Freizügigkeit, in Europa durch das Schengen-Abkommen geregelt, wurde teilweise ausgesetzt und Grenzkontrollen, vor allem an Frankreichs Außengrenzen, wieder eingeführt.
An der Grenze zu Frankreich wurden in Belgien Pass- und Fahrzeugkontrollen wiedereingeführt und die Alarmbereitschaft der Polizei wurde erhöht. Die belgische Regierung setzte zudem Grenzkontrollen an den Außengrenzen sowie im Flug- und Schienenverkehr ein.
Am 21. November 2015 rief die Regierung die höchste Terrorwarnstufe für Brüssel aus. Unter anderem wurde der U-Bahn-Verkehr eingestellt, die Bürger sollten große Menschenansammlungen meiden. Einen Tag später wurde die Warnung verlängert, in Brüssel galt die Stufe 4 („ernste und unmittelbare Bedrohung“), im restlichen Belgien die Stufe 3. Schulen und Universitäten blieben geschlossen. Es habe konkrete Hinweise auf ein geplantes Attentat gegeben. Zwei Terroristen haben sich in Brüssel aufhalten sollen, darunter der seit den Pariser Anschlägen gesuchte Salah Abdeslam.
In Deutschland ordnete Bundesinnenminister Thomas de Maizière eine höhere öffentliche Polizeipräsenz an Bahnhöfen, Flughafen und belebten Plätzen an. Die Beamten patrouillieren mit Maschinenpistolen und Schutzwesten. In Berlin wurde die Französische Botschaft von Sicherheitskräften abgeriegelt. Die deutsche Bundespolizei verstärkte nach den Terroranschlägen die Einsatzkräfte an der deutsch-französischen Grenze und konzentrierte sich insbesondere auf die Überwachung der Zugverbindungen und des Flugverkehrs. Das für den 17. November 2015 in Hannover angesetzte Länderspiel der deutschen Fußballnationalmannschaft gegen die Niederlande wurde 90 Minuten vor Spielbeginn abgesagt; das Stadion wurde evakuiert und großräumig abgesperrt. Es habe einen Hinweis eines französischen Geheimdienstes gegeben, dass jemand im Stadion und außerhalb Sprengsätze zünden wolle, jedoch wurde im Nachhinein kein solcher Sprengsatz gefunden und es blieb unklar, wie konkret die Gefahr wirklich war.

### Sicherheitsrat der Vereinten Nationen
In der Resolution 2249 (2015) vom 20. November 2015 verurteilte der UN-Sicherheitsrat nach den seit Juni 2015 vorangegangenen Anschlägen in Sousse, Ankara, über dem Sinai und in Beirut auch die am 13. November 2015 in Paris verübten Terroranschläge und forderte die Mitgliedstaaten auf, in dem unter der Kontrolle des ISIL, auch bekannt als Daesh, stehenden Gebiet in Syrien und Irak alle notwendigen Maßnahmen zu ergreifen, um terroristische Handlungen zu verhüten und zu unterbinden.
Deutschland beschloss daraufhin Ende 2015, die internationale Allianz gegen den IS auch militärisch zu unterstützen. Neben dem Bundeswehreinsatz in Syrien zählt dazu die Ausbildungsunterstützung der Bundeswehr im Irak.

### Solidaritätsbekundungen aus Politik und Gesellschaft
Die Angriffe fanden ähnlich dem Anschlag auf Charlie Hebdo und weiteren Attentaten im Januar 2015 ein weltweites Echo.
Bundeskanzlerin Angela Merkel und Bundespräsident Joachim Gauck zeigten sich in ersten Stellungnahmen schockiert und erschüttert. Bundesinnenminister Thomas de Maizière bot der französischen Regierung Unterstützung durch deutsche Spezialkräfte an. In Österreich zeigte sich Bundespräsident Heinz Fischer „tief erschüttert und entsetzt“. Bundeskanzler Werner Faymann bemerkte: „Diese Morde zeigen, dass wir gemeinsam agieren müssen, um diesen Terror konsequent und auf allen Ebenen zu bekämpfen.“ Beide sprachen den Opfern ihr Mitgefühl aus. Am Tag nach den Attentaten fand am 14. November die zweite Syrien-Konferenz in Wien statt. Vor der Französischen Botschaft in Wien versammelten sich am Sonntag nach der Anschlagserie mehrere Hundert Menschen, um ihrer Trauer und Solidarität mit den Opfern Ausdruck zu verleihen. Kommissionspräsident Jean-Claude Juncker erklärte nach den Anschlägen: „Wir sind solidarisch an der Seite der Franzosen.“ Martin Schulz, Präsident des Europäischen Parlaments, schrieb: „Unsere Gedanken sind bei den Familien der Opfer, unsere Unterstützung gilt den Behörden.“ EU-Ratspräsident Donald Tusk äußerte sich entsetzt über die Anschläge. Die Europäische Kommission rief zu einer europaweiten Schweigeminute am 16. November 2015 um 12:00 Uhr MEZ auf. Der britische Premierminister David Cameron zeigte sich schockiert. Darüber hinaus bot er Frankreich Unterstützung an und sagte: „Großbritannien werde tun, was immer wir tun können, um zu helfen“. Der designierte polnische Europaminister Konrad Szymański erklärte, dass sein Land die Quoten für die Flüchtlingsverteilung in der EU nicht mehr erfüllen werde. Ministerpräsident Mariano Rajoy von Spanien drückte sein Beileid aus.
Eine Reihe von markanten öffentlichen Gebäuden weltweit wurden als Solidaritätsbekundung in den Farben der Trikolore illuminiert, darunter die Spitze des One World Trade Center in New York City, der CN Tower in Toronto, das Brandenburger Tor in Berlin, das Sydney Opera House, der Oriental Pearl Tower in Shanghai sowie die bekanntesten Sehenswürdigkeiten Londons (darunter die Tower Bridge, das London Eye und das Wembley-Stadion).

In den französischen Nationalfarben erleuchtete Objekte
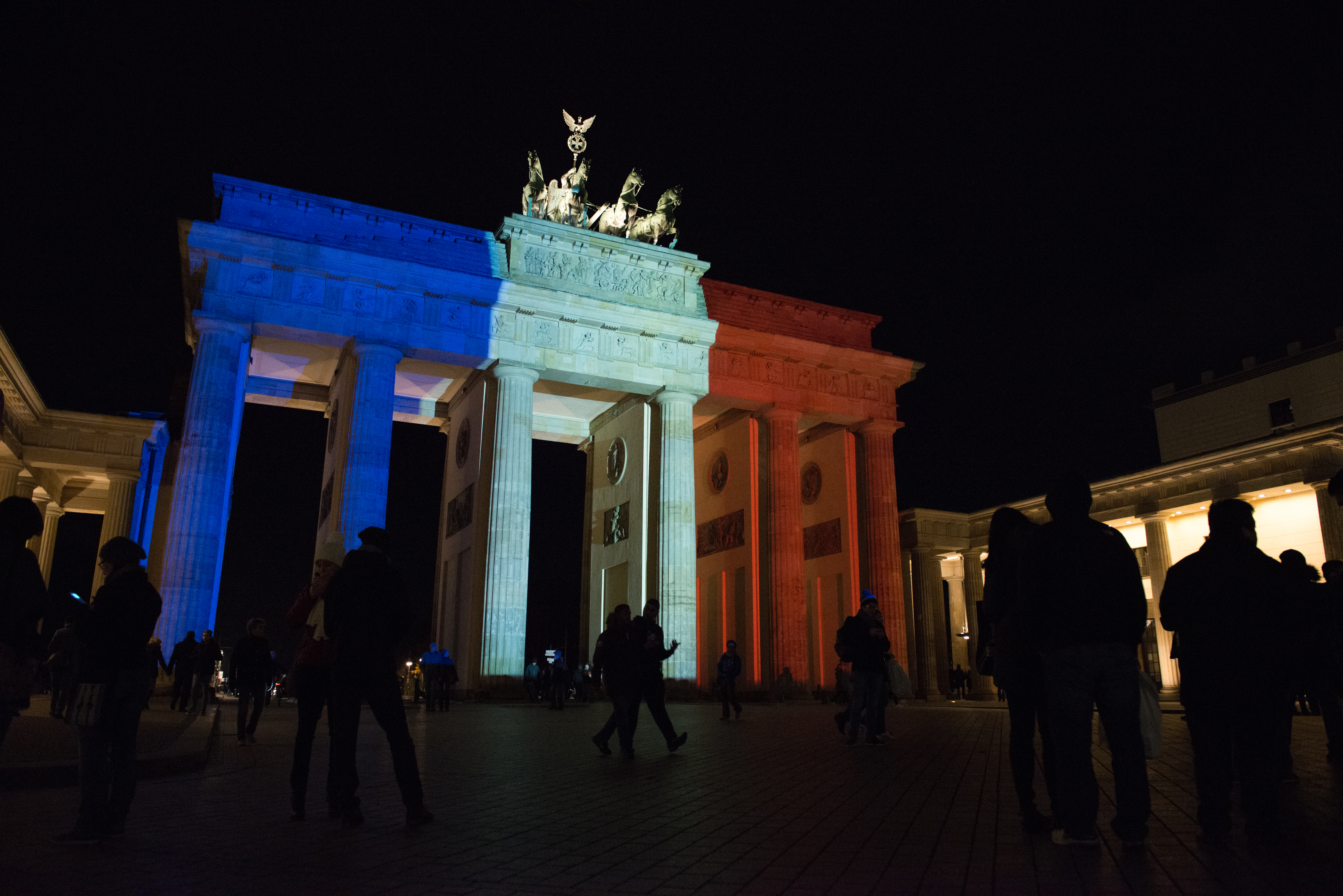
Brandenburger Tor, Berlin
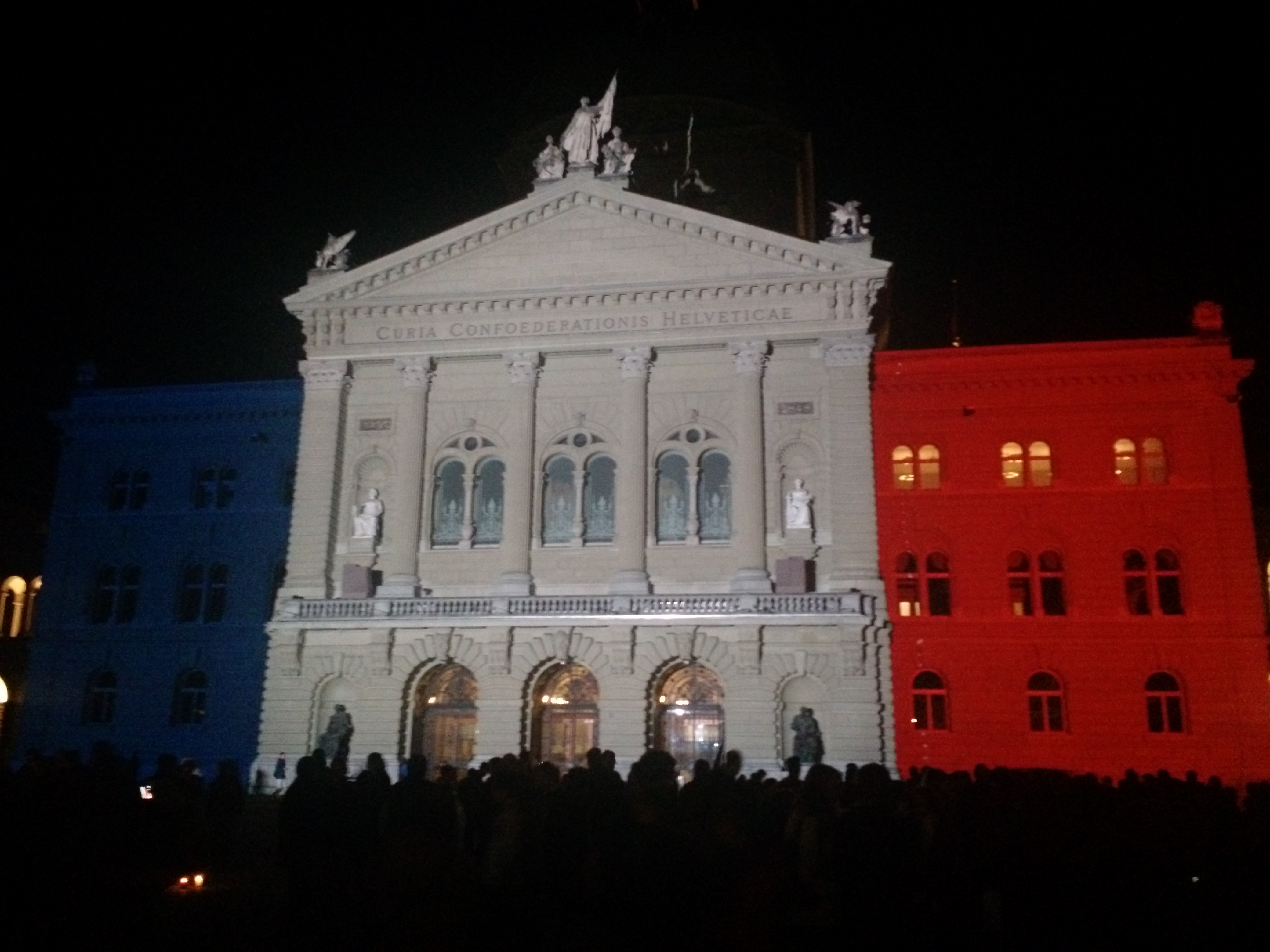
Bundeshaus, Bern
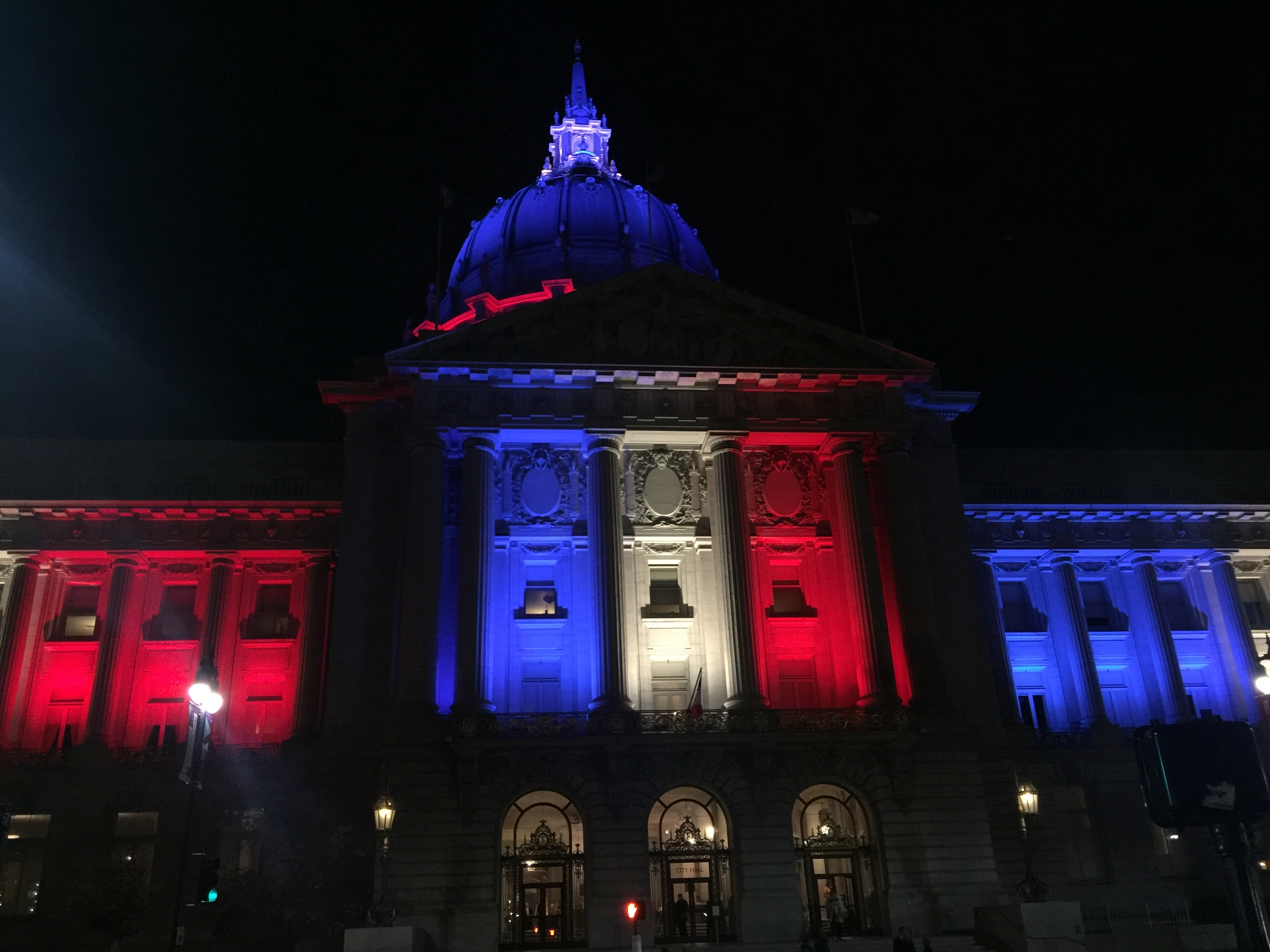
City Hall, San Francisco
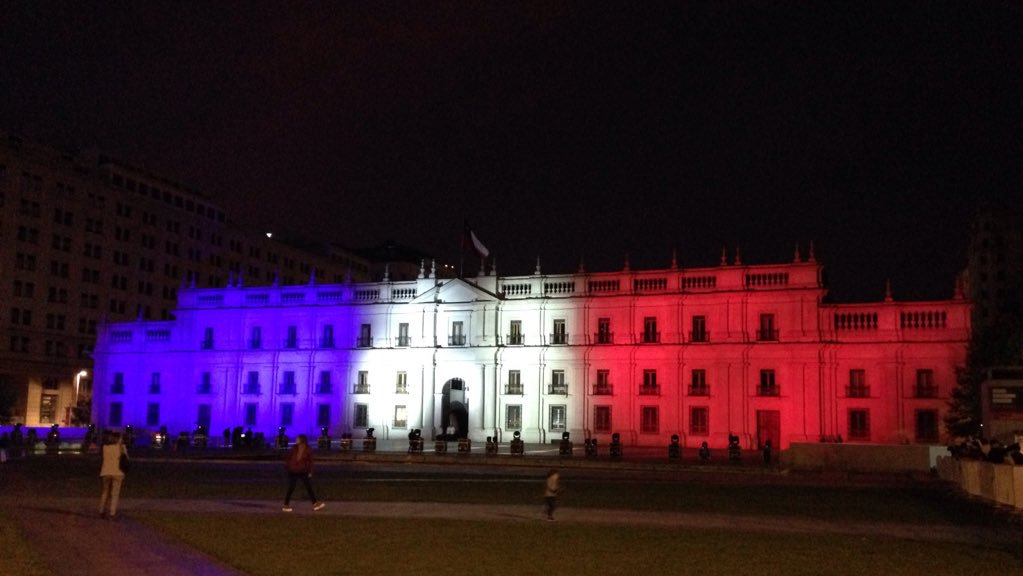
La Moneda, Santiago de Chile
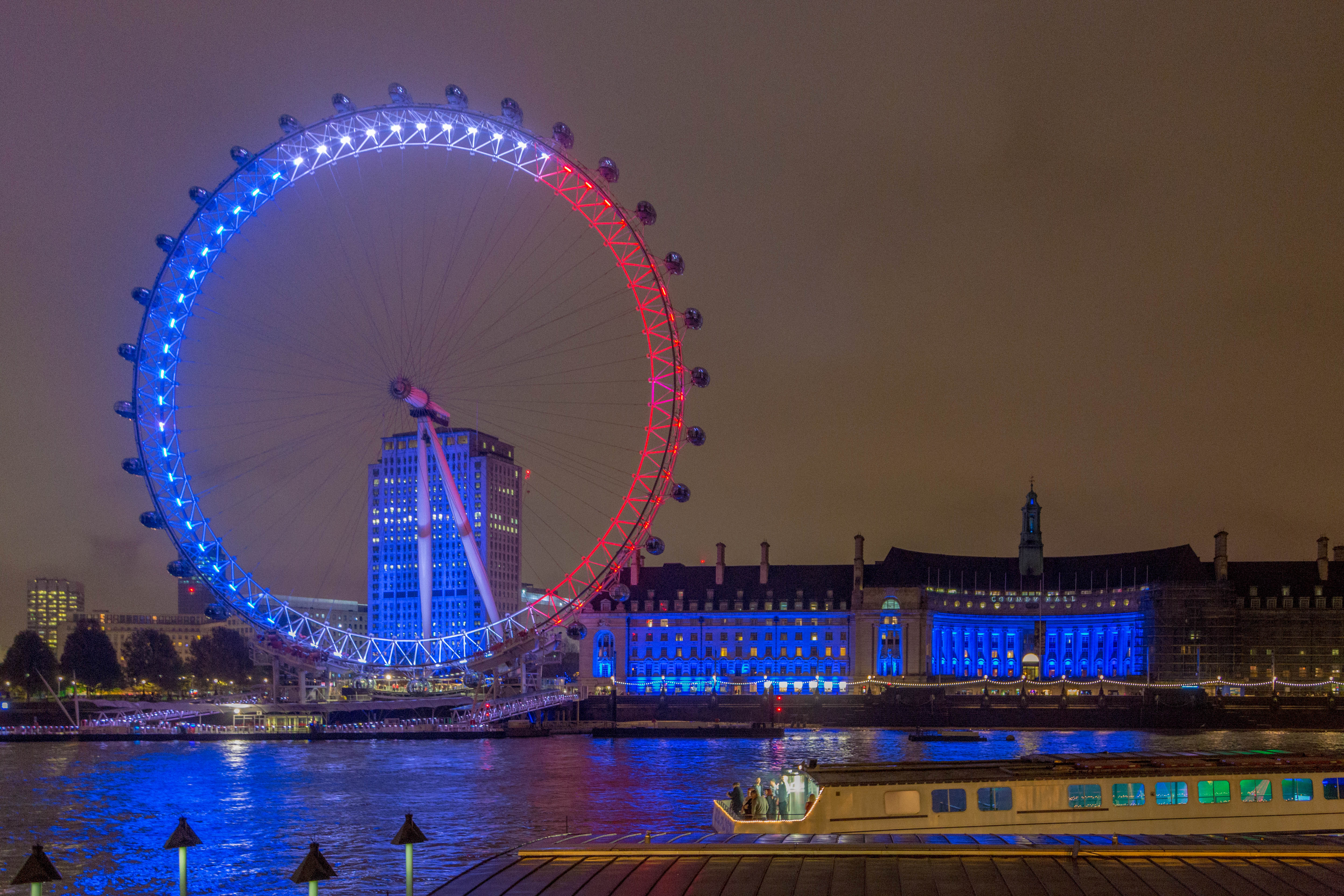
London Eye, London
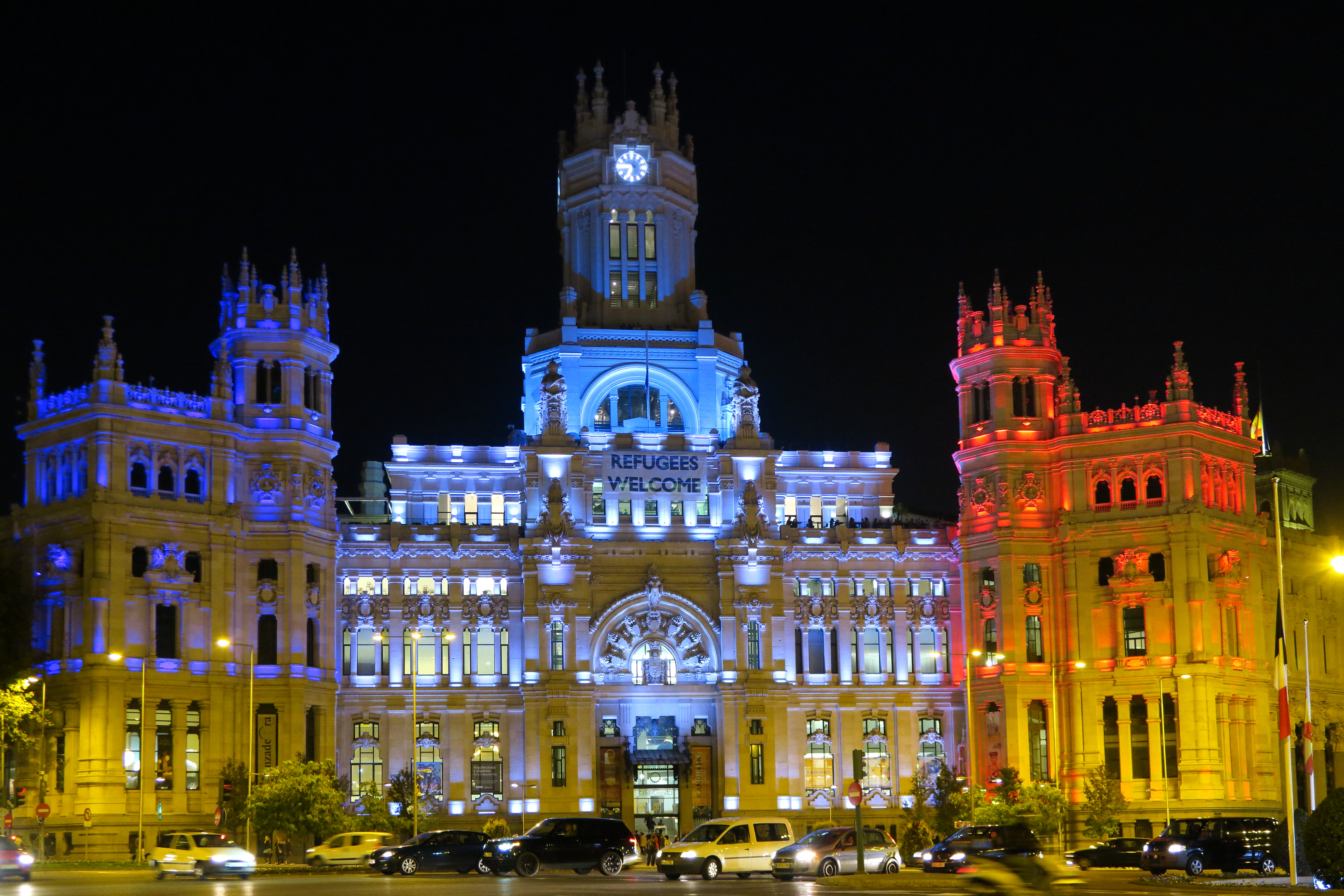
Palacio de Cibeles, Madrid
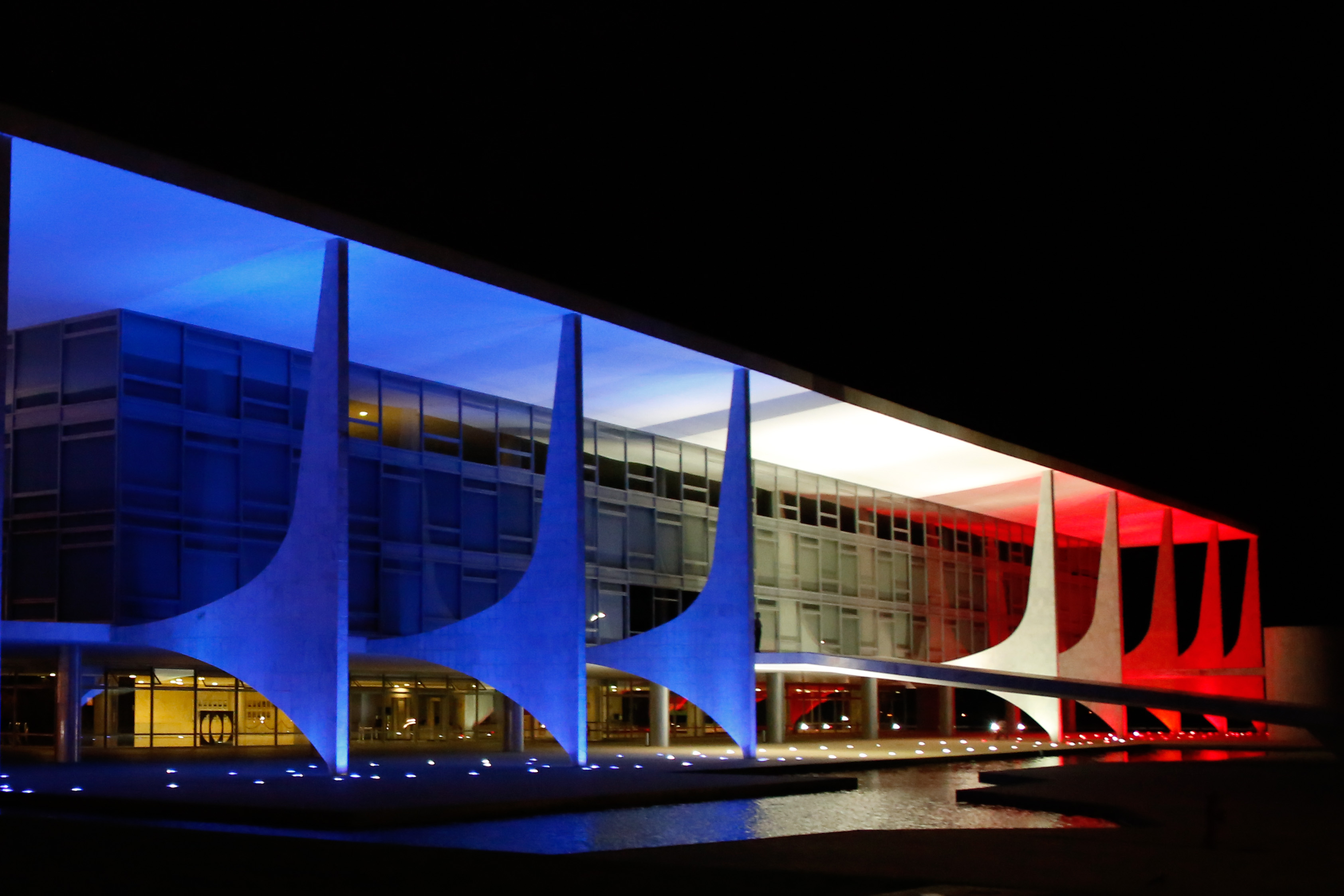
Palácio do Planalto, Brasília
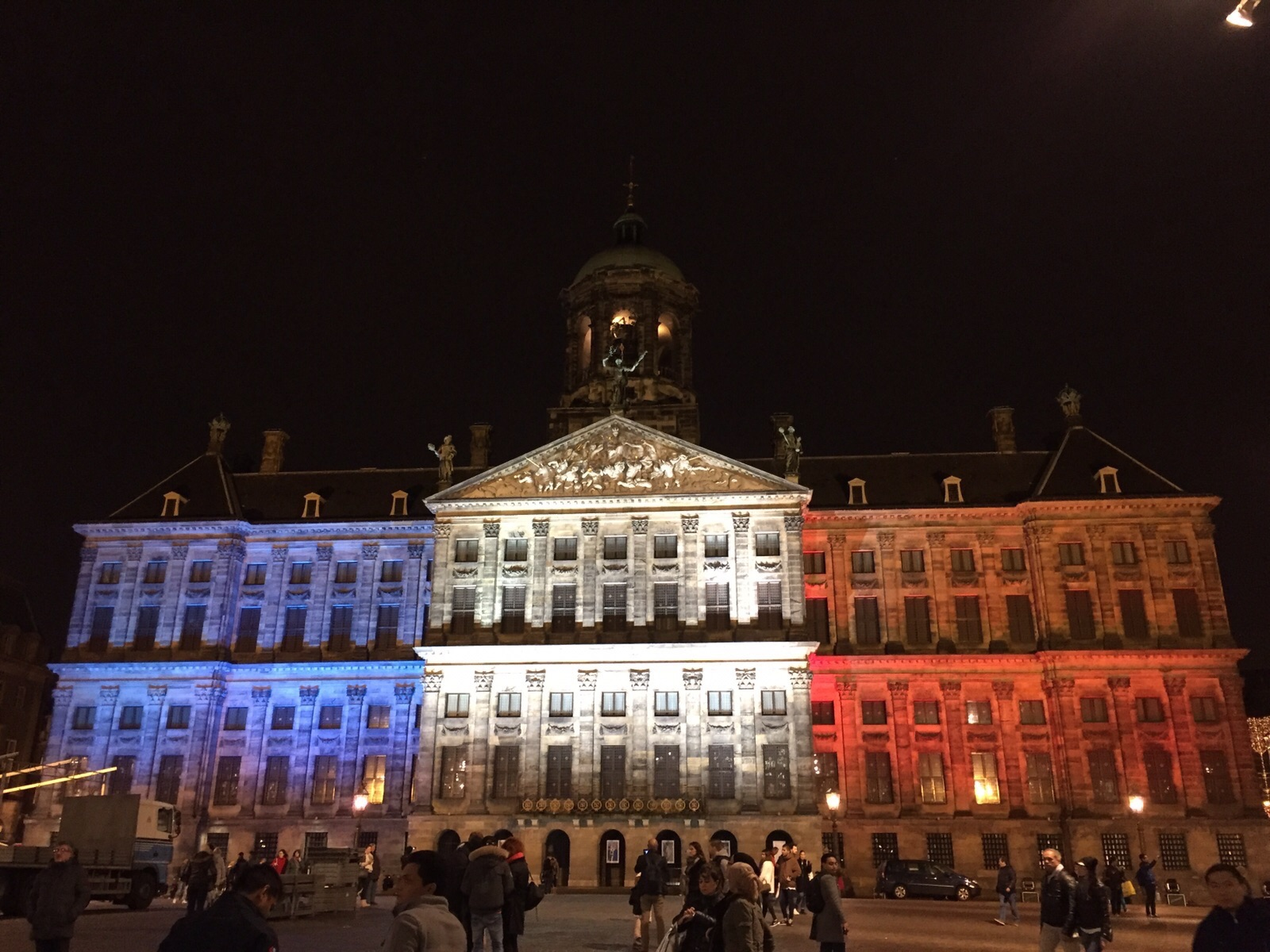
Paleis op de Dam, Amsterdam
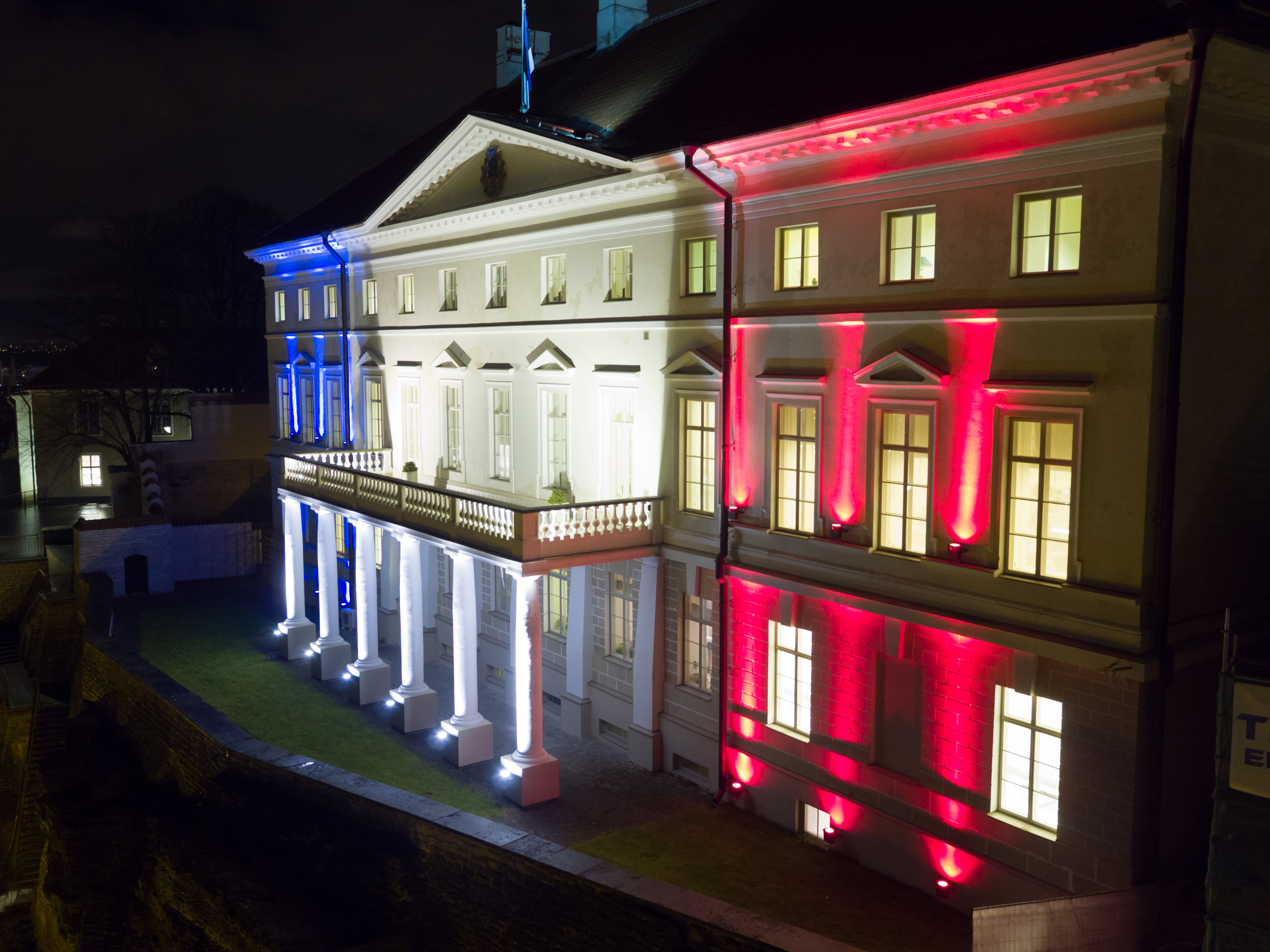
Stenbockhaus, Tallinn
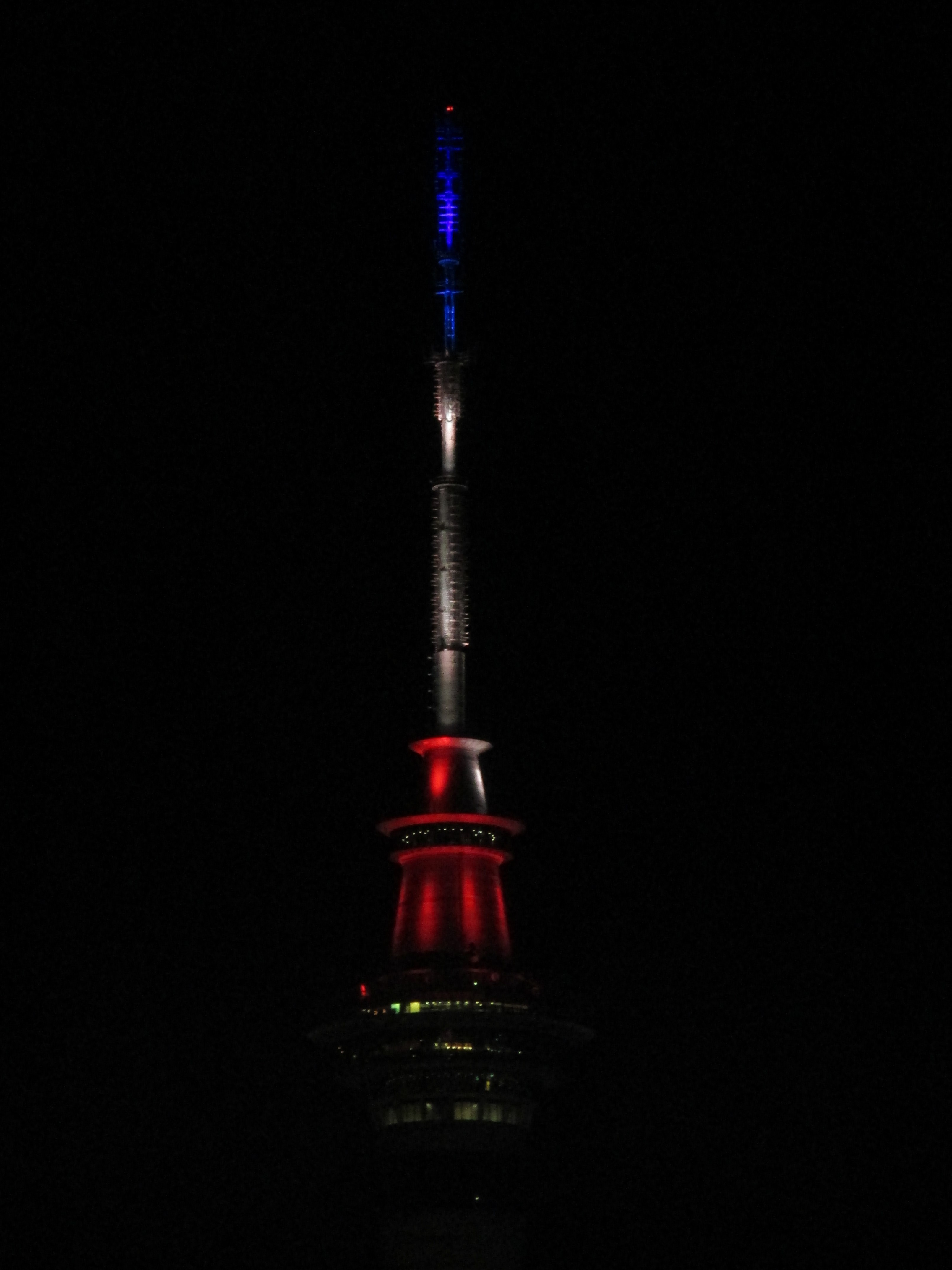
Sky Tower, Auckland
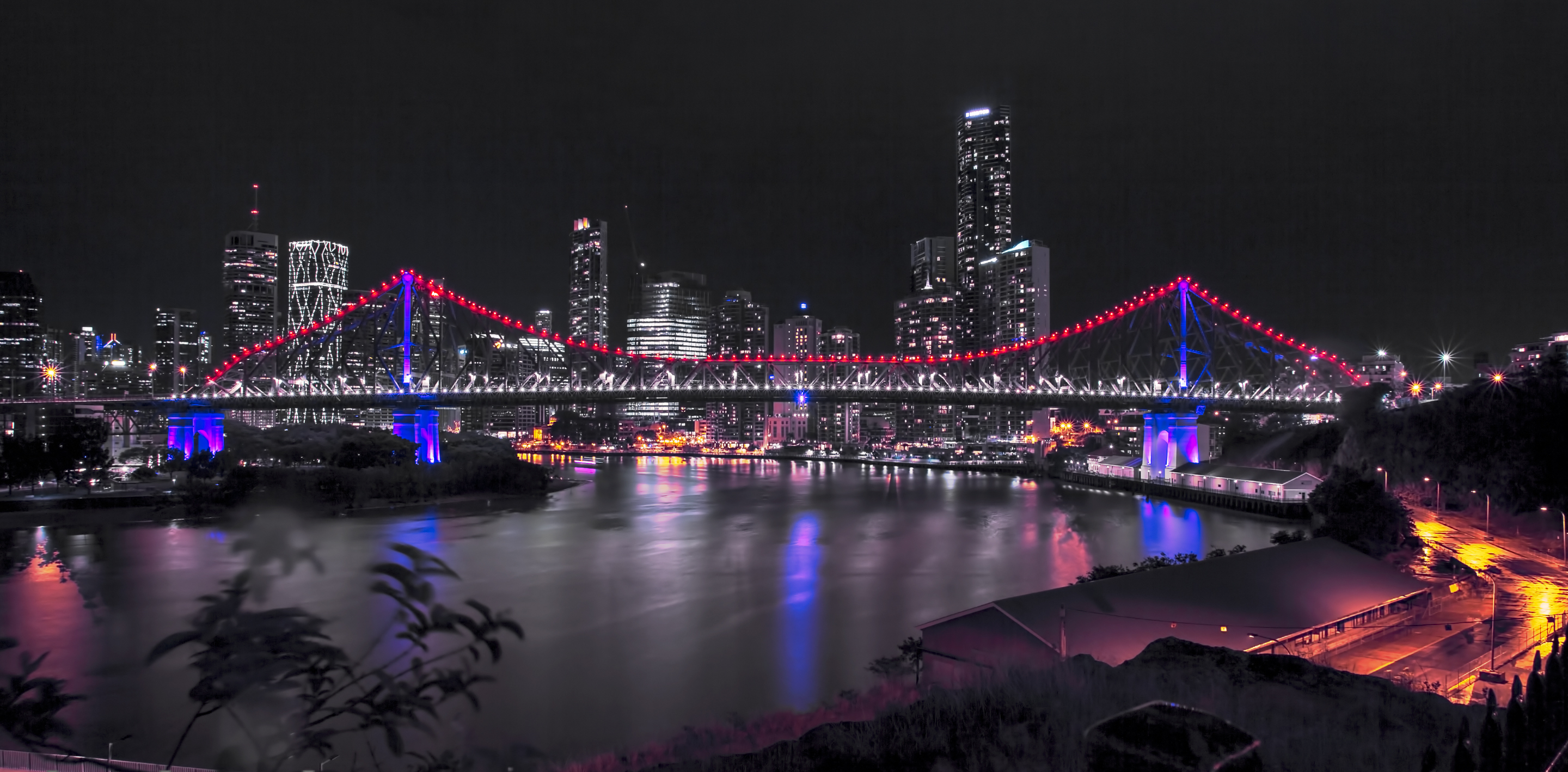
Story Bridge, Brisbane
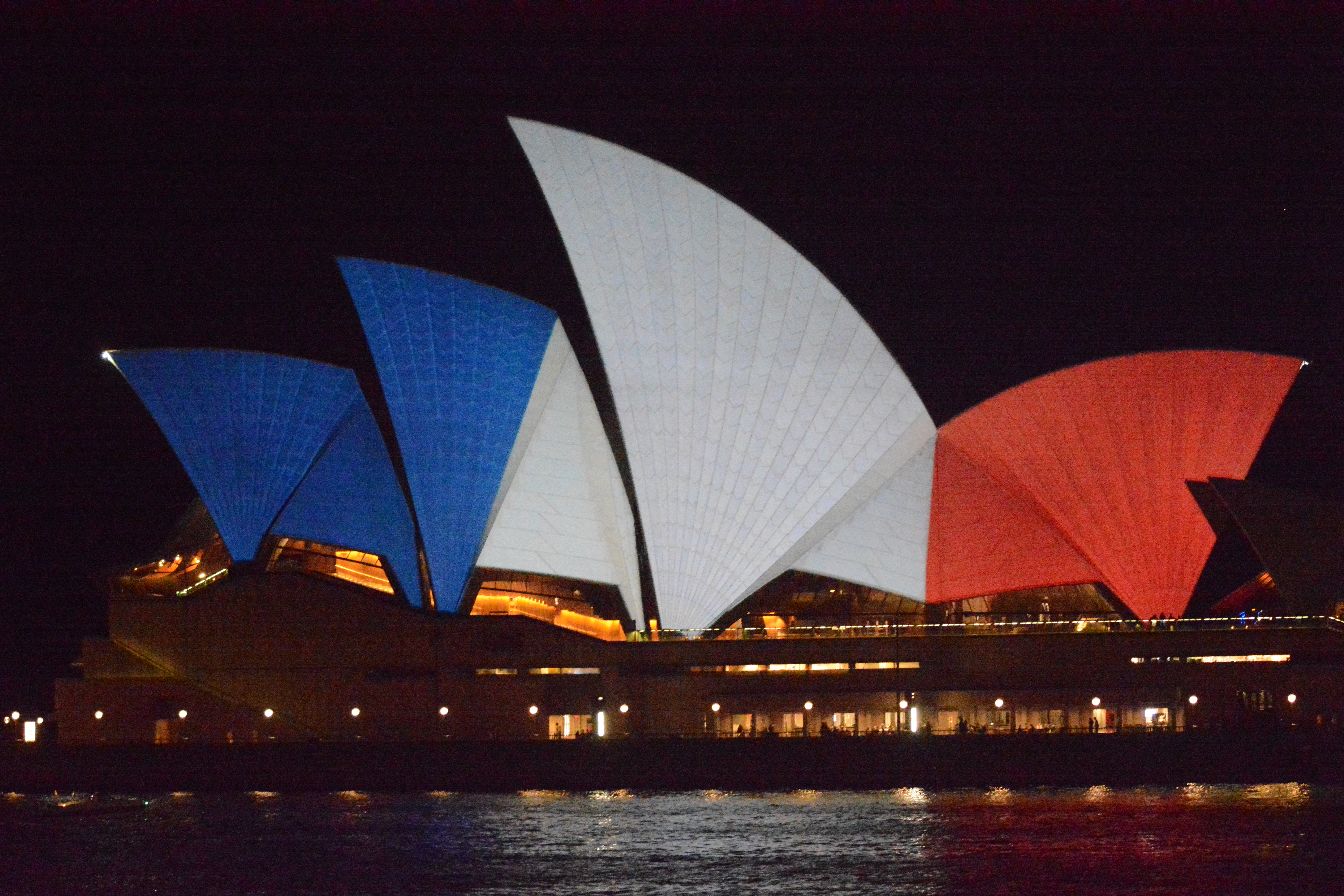
Sydney Opera House, Sydney
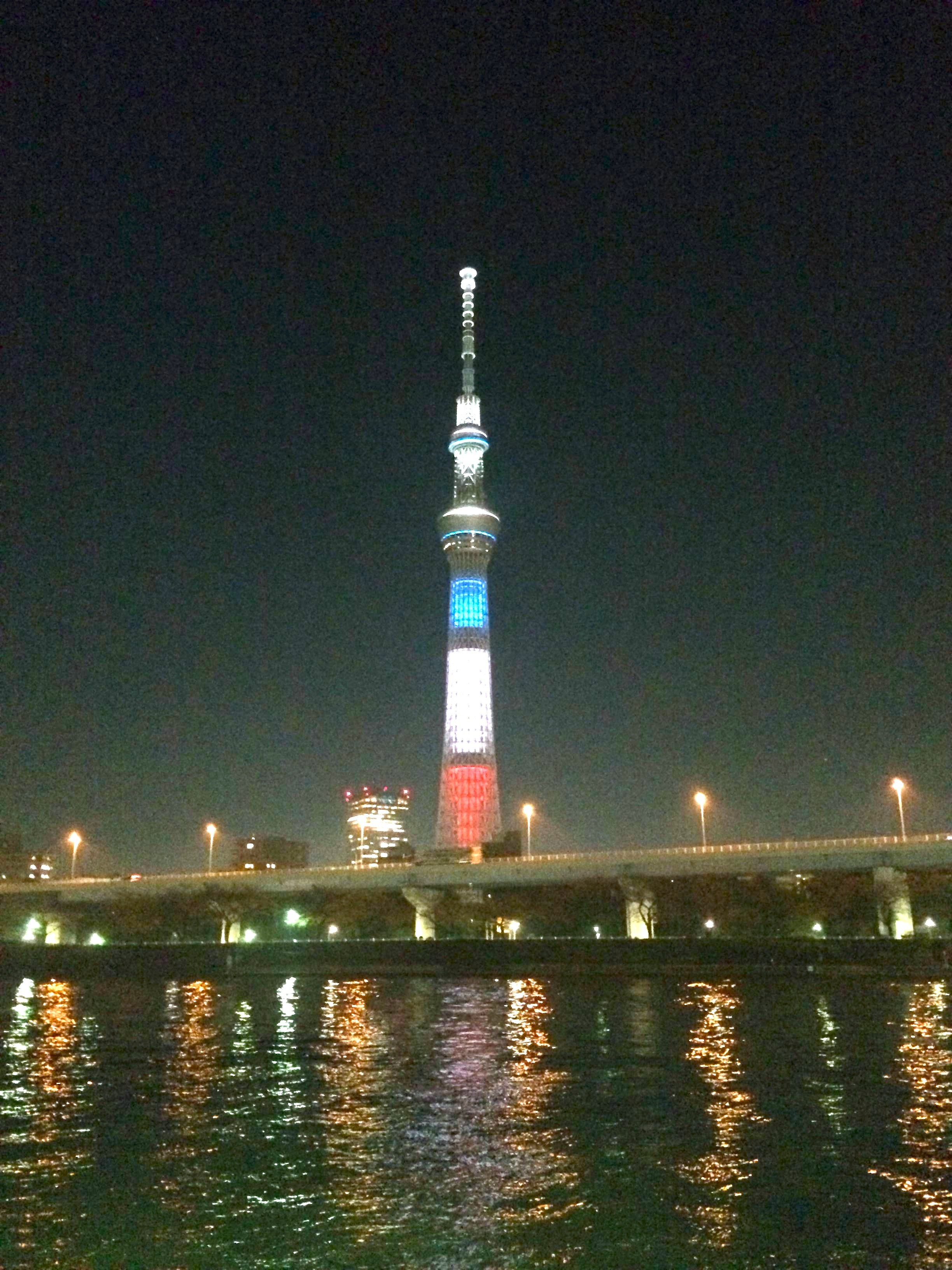
Tokyo Skytree, Tokio

Solidaritätsbekundungen an Französischen Botschaften
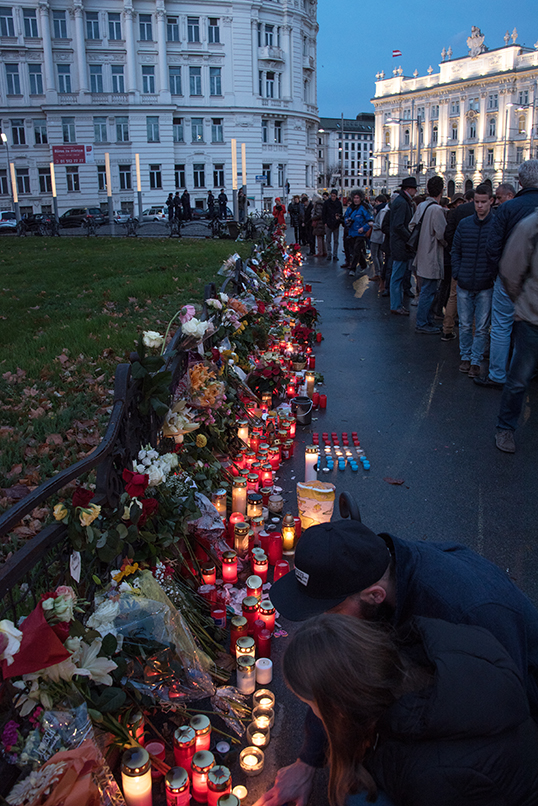
Wien
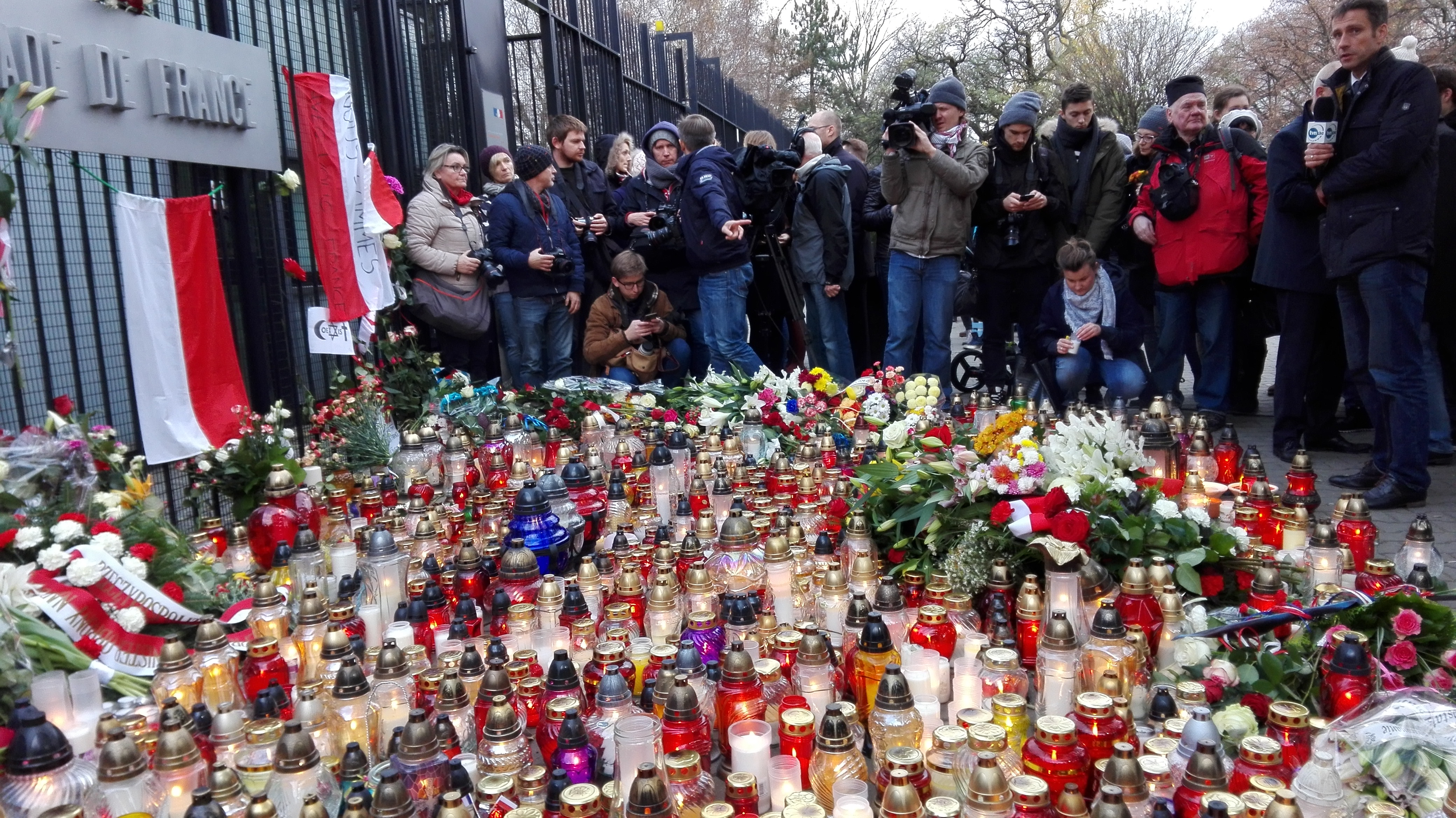
Warschau
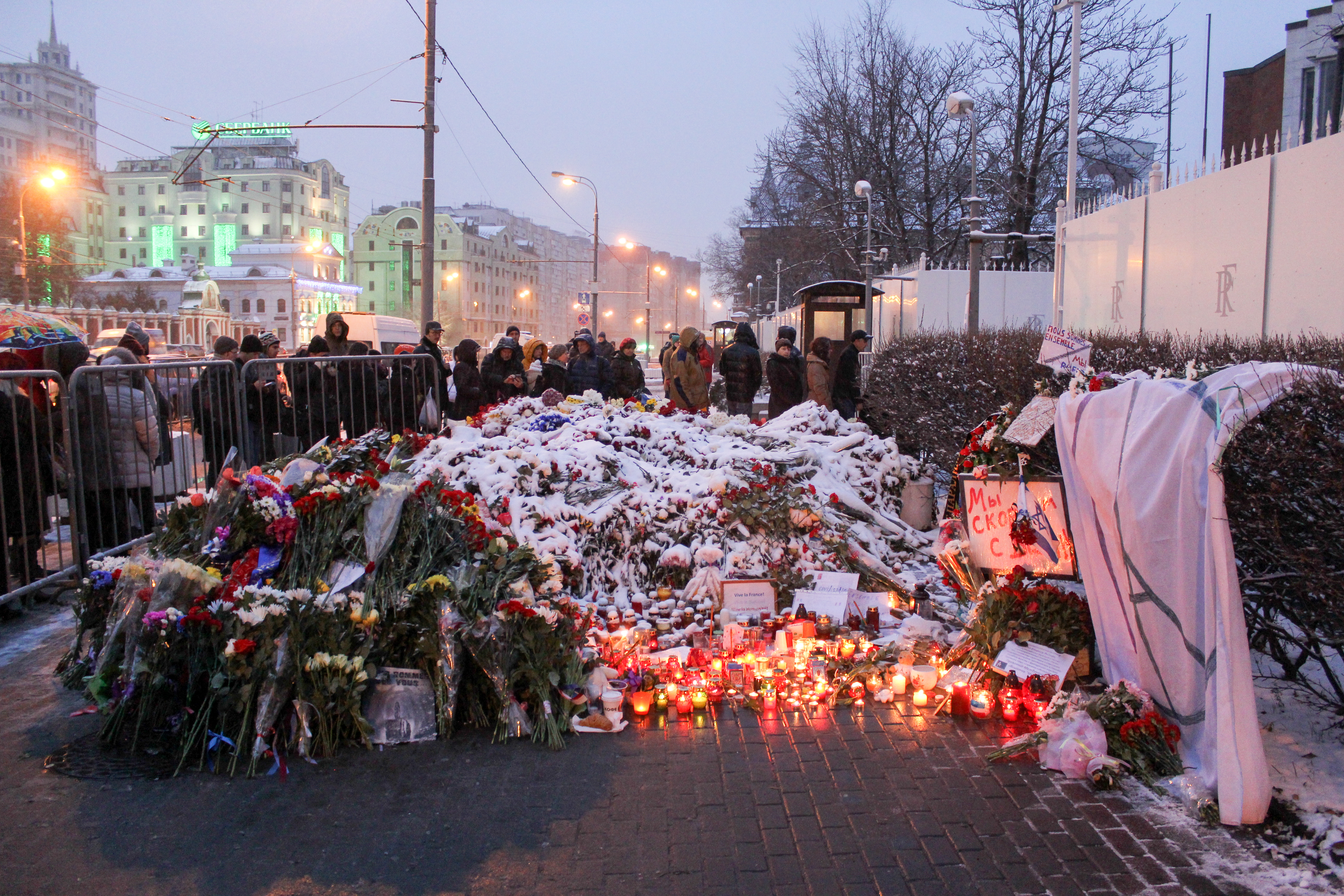
Moskau

In den sozialen Netzwerken kam es weltweit zu Solidaritätsbekundungen. Es wurden oft die Worte „Pray for Paris (Bete für Paris), Peace for Paris (Frieden für Paris)“ und „Nous sommes Paris (Wir sind Paris)“ geteilt.
Das Internet gab eine Reihe von Falschmeldungen, verfälschte oder zeitlich unstimmige Bilder und Gerüchte wieder. Unter anderem kursierten Bilder von Bomben mit der angeblichen handschriftlichen Botschaft: „From Paris with Love“ im Netz. BuzzFeed und andere Portale benannten ganze Serien von Falschmeldungen und adaptierten Bildern, so ein angebliches Selfie eines Terroristen am Schminktisch, wie eine blau-weiß-rot ausgeleuchtete Ansicht dreier Pyramiden von Gizeh. Tatsächlich war nur eine angeleuchtet worden.
Wie bereits nach den Anschlägen in Paris im Januar desselben Jahres waren auch diesmal nur kurze Zeit später Blogs in den sozialen Medien voll von antiamerikanischen sowie antisemitischen Verschwörungstheorien.

#### Muslimische Verbände
Vertreter der acht größten muslimischen Verbände Deutschlands verurteilten die Attentate scharf, brachten ihr Mitgefühl und ihre Solidarität mit Frankreich zum Ausdruck und warben für Frieden, Dialog und Zusammenhalt. Zugleich appellierten sie an das Verantwortungsbewusstsein aller Muslime gegen Radikalisierung in ihrem persönlichen Umkreis. Weiterhin erklärten sie, ihre Anstrengungen für die Verteidigung gegen den Islamismus und für die europäischen Werte wie Freiheit und Pluralismus zu erhöhen.

#### Sport
Wegen der versuchten Attacke auf ein Länderspiel kam den anschließenden Fußballspielen eine unerwartete Bedeutung zu. Die Fußballverbände Frankreichs und Deutschlands wollten die vier Tage nach den Anschlägen angesetzten Testspiele ursprünglich absagen. Die Spiele wurden dennoch angesetzt, um den Terroristen keinen Erfolg zu verschaffen. Im Zuge dieser Spiele sprach man von „Trotzspielen“. Aufgrund einer Bombenwarnung wurde das Länderspiel Deutschland – Niederlande kurz vor Anpfiff dennoch abgesagt. Das erste Spiel der französischen Mannschaft gegen England im Wembley-Stadion fand besondere Beachtung. Die französische Nationalhymne sangen die britischen und französischen Fans gemeinsam und direkt vor dem Anpfiff wurde eine Schweigeminute abgehalten. Das Fußballspiel erhielt ein großes mediales Echo. Zu einem Eklat kam es während des Freundschaftsspiels zwischen den Mannschaften der Türkei und Griechenland. Türkische Fans störten die Schweigeminute für die Opfer von Paris mit Pfiffen und „Allahu-akbar“-Rufen. In Dublin störten Provokateure aus Bosnien und Herzegowina die Andacht vor dem EM-Play-off-Rückspiel und skandierten „Palästina“-Rufe.

## Ermittlungen
Die Untersuchung wurde von Generalstaatsanwalt François Molins geleitet. Es sollen die Identität, das Umfeld und eventuelle Komplizen der Attentäter ermittelt werden. Ebenso wurde in Belgien ein Verfahren eröffnet.

### Informationen über die Täter
Am 14. November 2015 gab der französische Präsident François Hollande bekannt, die Täter seien Anhänger des sogenannten „Islamischen Staats“ gewesen; die Taten seien außerhalb Frankreichs geplant und organisiert und mit Hilfe von Komplizen aus dem Inneren Frankreichs verübt worden. Am 15. November 2015 gab der französische Staatsanwalt Molins bekannt, dass sieben Attentäter ums Leben gekommen seien, und korrigierte damit frühere Aussagen von acht toten Attentätern. Von diesen sieben Personen starben sechs durch das Zünden baugleicher Acetonperoxid-Sprengstoffwesten, einer bei einem Schusswechsel mit den Sicherheitskräften.
Die Polizei geht von drei Teams mit je drei Attentätern aus, die sich auf die drei Tatorte – das Stadion, die Konzerthalle und die Restaurants – aufgeteilt hätten. Die Stadion-Attentäter seien nicht eingelassen worden, weil bei der Routineüberprüfung vor dem Einlass Auffälligkeiten an ihrer Kleidung entdeckt wurden. Jeweils eine Tätergruppe soll mit einem schwarzen Seat Leon und einem gemieteten VW Polo unterwegs gewesen sein. Als Mieter des VW Polo wurde der 26-jährige französische Staatsbürger Salah Abdeslam bis zu seiner Festnahme im März 2016 steckbrieflich gesucht. Dessen 31-jähriger Bruder Ibrahim Abdeslam zählte zu den Attentätern. Das Vorgehen der Täter und ihre Ausstattung deuten darauf hin, dass zumindest einige eine militärische Ausbildung erhalten hatten und sie von einem Sprengstoffspezialisten unterstützt wurden. Sowohl die Franzosen als auch die Belgier sind als Flüchtlinge getarnt aus Syrien nach Europa zurückgereist. Auch der mutmaßliche Bombenbauer kam nach Informationen von WeltN24 im Oktober 2015 über die Balkanroute und Österreich bis nach Deutschland und wurde mit zwei weiteren Männern von Salah Abdeslam in einem Ulmer Hotel abgeholt.
Als mutmaßlichen Organisator der Anschläge benannten die Ermittlungsbehörden den 28 Jahre alten Belgier Abdelhamid Abaaoud, der in Syrien schon für den „Islamischen Staat“ in den Kampf gezogen war. Zu Beginn des Jahres 2014 wurde er auf dem Flughafen Köln/Bonn kontrolliert, von wo aus er in die Türkei geflogen war. Im Januar 2015 hatte Abaaoud Anschläge in Belgien organisiert, die jedoch vereitelt wurden. Wegen der Rekrutierung von Kämpfern für den IS wurde er von einem belgischen Gericht in Abwesenheit zu 20 Jahren Haft verurteilt. Er steht in Verdacht, der Drahtzieher hinter weiteren Attentaten in Frankreich zu sein, wie den Anschlägen in einem Thalys-Zug und auf eine Kirche in der Pariser Vorstadt Villejuif.
Der 29-jährige Franzose Ismaël Omar Mostefaï wurde nach den Anschlägen im Bataclan über die DNA-Analyse eines abgetrennten Fingers identifiziert. Mostefaï, Sohn algerischer Einwanderer und einer von drei Brüdern mit zwei Schwestern, war von der französischen Justiz achtmal wegen kleinerer Delikte verurteilt worden. Er besuchte regelmäßig eine Moschee in Lucé bei Chartres. Seit 2010 war er wegen seiner Radikalisierung geheimdienstlich erfasst und somit den Sicherheitsbehörden bekannt. Er soll sich mehrere Monate in Syrien aufgehalten haben und den Behörden später als Mitglied einer kleinen Gruppe von Salafisten aufgefallen sein. Spezialkräfte der Polizei haben umgehend in den französischen Gemeinden Bondoufle und Romilly-sur-Seine den Vater und einen älteren Bruder von Mostefaï festgenommen und deren Wohnungen durchsucht.
Samy Amimour war 2013 nach Syrien gegangen, um sich dem IS anzuschließen. Sein Vater schilderte im Dezember 2014 der Zeitung Le Monde, wie er nach Syrien reiste, um seinen Sohn zur Rückkehr zu bewegen.
In der Nähe der Leichen der Täter am Stadion wurden ein ägyptischer und ein syrischer Pass gefunden. Der ägyptische Pass konnte einem Opfer des Sprengstoffanschlages zugeordnet werden. Der syrische Pass auf den Namen Ahmad Almohammad war laut den französischen Behörden eine Fälschung. Die Fingerabdrücke des Passinhabers konnten einem der Täter zugeordnet werden. Der Täter war am 3. Oktober 2015 als Flüchtling auf der griechischen Insel Leros registriert worden.
Insgesamt waren vier Angehörige der Zelle nach Informationen der Washington Post am 3. Oktober auf Leros gelandet. Die zwei aus dem Irak stammenden Terroristen traten mit falschen Informationen in echten Passdokumenten erfolgreich als Syrer auf und setzten nach ihrer Registrierung ihre Reise im Flüchtlingsstrom über Preševo in Serbien fort. Die beiden anderen Mitglieder der Gruppe, Usman und Haddadi, konnten sich trotz ihrer authentisch wirkenden syrischen Pässe nicht erfolgreich als Syrer ausgeben, weil einer nur schlecht Arabisch sprach und der andere nichts über seine angebliche Heimatstadt Aleppo wusste. Sie wurden zu einer Bewährungsstrafe verurteilt, ausgewiesen, nach Kos gebracht, aber nicht überwacht. Sie ließen sich am 28. Oktober über einen IS-Kontakt aus der Türkei Geld anweisen und setzten ihre Reise in die EU auf eigene Faust über Mazedonien, Serbien, Kroatien und Slowenien nach Österreich fort. Dort gaben sie falsche Namen an und stellten am 4. Dezember Asylanträge. Bis zum 10. Dezember hatten Sicherheitsbehörden den Weg der Attentäter nach Leros zurückverfolgt und identifizierten anhand der Ankunftslisten und Fotos des Tages auch die verbliebenen beiden Personen, die daraufhin in Salzburg verhaftet wurden.
Als Sprecher einer IS-Audiobotschaft zu den Anschlägen in Paris wurde von den Ermittlern der Franzose Fabien Clain identifiziert, der wegen der versuchten Gründung einer Terrorzelle fünf Jahre inhaftiert war und sich nach seiner Freilassung 2014 nach Syrien absetzte. Er soll im April 2015 den misslungenen Anschlag auf eine Kirche in Villejuif gesteuert haben.
Am 24. November 2015 fanden Müllentsorger in Montrouge südwestlich von Paris einen Sprengstoffgürtel mit Ähnlichkeiten in der Anordnung zu den Acetonperoxid-Sprengstoffwesten der Attentäter von Paris.
Zwei Jahre nach den Anschlägen ging die Staatsanwaltschaft von noch fünfzehn lebenden Terroristen aus, von denen dreizehn inhaftiert waren. Die Ermittlungen dauerten noch an.

### Liste der Täter
Die Identität folgender Täter konnte festgestellt werden:
| Name                                                  | Staatsangehörigkeit | Geburtsdatum  | Geburtsort            | Alter*                          | Tätergruppe | Tatort | Bemerkung |
| ----------------------------------------------------- | ------------------- | ------------- | --------------------- | ------------------------------- | --- | --- | --- |
| Abdelhamid Abaaoud †                                  | Belgien             | 8. Apr. 1987  | Anderlecht            | 28                              | 3 | diverse Cafés | Mutmaßlicher Drahtzieher, kam am 18. Nov. 2015 bei einer Razzia in Saint-Denis ums Leben.                                                                                          |
| Ibrahim „Brahim“ Abdeslam †*                          | Frankreich          | 30. Jul. 1984 | Brüssel               | 31                              | 3 | Café Comptoir Voltaire | Bruder von Salah, tötete sich durch Zündung seiner Sprengstoffweste. Mietete den schwarzen Seat Leon.                                                                              |
| Salah Abdeslam                                        | Frankreich          | 15. Sep. 1989 | Brüssel               | 26                              | 3 | diverse Cafés | Bruder von Ibrahim, mietete Hotelzimmer und schwarzen VW Polo und fuhr evtl. den Seat Leon. Wurde am 18. März 2016 in Molenbeek gefasst.                                           |
| Fouad Mohamed Aggad †*                                | Frankreich          | 18. Sep. 1992 | Wissembourg           | 23                              | 1 | Bataclan | Wurde durch Einsatzkräfte erschossen. |
| Samy Amimour †*                                       | Frankreich          | 1987          | Drancy                | 28                              | 1 | Bataclan | Tötete sich durch Zündung seiner Sprengstoffweste. |
| Bilal Hadfi †*                                        | Frankreich          | 22. Jan. 1995 |                       | 20                              | 2 | Stade de France | Tötete sich durch Zündung seiner Sprengstoffweste. |
| Ismaël Omar Mostefaï †*                               | Frankreich          | 21. Nov. 1985 | Courcouronnes         | 29                              | 1 | Bataclan | Tötete sich durch Zündung seiner Sprengstoffweste. |
| Unbekannter †*                                        | Irak*               |               |                       |                                 | 2 | Stade de France | Tötete sich durch Zündung seiner Sprengstoffweste. War mit einem gefälschten syrischen Pass am 3. Okt. 2015 auf Leros als Flüchtling registriert worden.                           |
| Unbekannter †*                                        | Irak*               |               |                       |                                 | 2 | Stade de France | Tötete sich durch Zündung seiner Sprengstoffweste. War mit einem gefälschten syrischen Pass am 3. Okt. 2015 auf Leros als Flüchtling registriert worden.                           |
| Chakib Akrouh †                                       | Belgien             | 27. Aug. 1990 | Berchem-Sainte-Agathe | 25                              | 3 | diverse Cafés | Tötete sich durch Zündung seiner Sprengstoffweste bei einer Razzia in Saint-Denis am 18. Nov. 2015.                                                                                |
| Hasna Aït Boulahcen †                                 | Frankreich          | 1. Aug. 1989  | Clichy-la-Garenne     | 26                              | ? | ? | Cousine von Abaaoud, unklare Rolle, starb durch Akrouhs Sprengstoffweste bei einer Razzia in Saint-Denis am 18. Nov. 2015.                                                         |
| † * = bei den Attentaten am 13. November 2015 getötet |                     |               |                       | * = zum Zeitpunkt der Attentate | 1 = erste Gruppe mit drei Tätern am und im Konzertsaal 2 = zweite Gruppe mit drei Tätern im Bereich des Stadions 3 = dritte Gruppe mit vier Tätern, die mehrere Cafés attackierten | 1 = erste Gruppe mit drei Tätern am und im Konzertsaal 2 = zweite Gruppe mit drei Tätern im Bereich des Stadions 3 = dritte Gruppe mit vier Tätern, die mehrere Cafés attackierten | 1 = erste Gruppe mit drei Tätern am und im Konzertsaal 2 = zweite Gruppe mit drei Tätern im Bereich des Stadions 3 = dritte Gruppe mit vier Tätern, die mehrere Cafés attackierten |

### Ermittlungen im Umfeld

#### Frankreich
Sicherheitskräfte haben in ganz Frankreich bis zum 16. November 2015 insgesamt 168 Razzien durchgeführt, darunter in Bobigny, Grenoble, Jeumont, Lille, Lyon, Marseille, Roubaix, Straßburg, Toulouse und Villefranche-sur-Saône. Es wurden unter anderem 20 Kalaschnikow-Sturmgewehre, mehrere Pistolen und beschusshemmende Westen entdeckt. In Lyon wurde bei einer Hausdurchsuchung eine Panzerfaust sichergestellt. Der französische Innenminister Bernard Cazeneuve erklärte, dass bislang 104 Personen unter Hausarrest gestellt, während 23 Verdächtige vorläufig in Gewahrsam genommen wurden.
Am 18. November 2015 wurde in Saint-Denis im Zusammenhang mit den Anschlägen eine siebenstündige Anti-Terror-Razzia durchgeführt. Dabei kam es zu Schusswechseln zwischen den Verdächtigen und der Polizei. Beim Sturm einer verbarrikadierten Wohnung, in dessen Verlauf die Polizeikräfte mehr als 5000 Schüsse abfeuerten, sprengte sich am Ende einer der Verdächtigen in die Luft. Dadurch starben Abdelhamid Abaaoud, der mutmaßliche Drahtzieher der Anschläge von Paris – er wurde entweder durch Schüsse, die Detonation oder die einstürzende Decke getötet –, und Hasna Aitboulahcen (* August 1989 in Clichy-la-Garenne), eine Cousine von Abaaoud. Zunächst wurde sie irrtümlich für diejenige gehalten, die die Sprengung ausgelöst hatte, der wahre Verursacher, eine männliche Person, wurde erst zwei Tage später unter dem Bauschutt gefunden und erst im Januar 2016 als Belgo-Marokkaner Chakib Akrouh identifiziert. Mehrere Polizeibeamte wurden durch die Detonation verletzt. Laut Staatsanwalt Molins sei die Gruppe in der Wohnung zu neuen Attentaten bereit gewesen.

#### Belgien
In der belgischen Gemeinde Molenbeek-Saint-Jean/Sint-Jans-Molenbeek in der Region Brüssel-Hauptstadt führten Sicherheitskräfte am Tag nach den Anschlägen, unterstützt von Kampfmittelbeseitigern der belgischen Armee (SEDEE), eine Razzia nahe der Metro-Station Osseghem/Ossegem durch und nahmen mehrere Personen im Zusammenhang mit den Attentaten in Paris fest, darunter die beiden Belgier Mohammed Amri und Hamza Attou sowie einen Franzosen. Dabei soll ein Mietwagen mit belgischem Kennzeichen, der am 13. November 2015 in der Nähe des Bataclan-Theaters in Paris stand, eine Rolle spielen. Molenbeek gilt als ein bekanntes Milieu, aus dem heraus mehrfach Personen in Terroranschlägen aktiv wurden, etwa der 25-jährige Ayoub el-Khazzani, der mit einer Kalaschnikow im August 2015 in einem Thalys-Zug einen Anschlag ausführen wollte, oder Mehdi Nemmouche, ein 29-jähriger Franzose algerischer Herkunft, der drei Personen im Jüdischen Museum in Brüssel im Jahr 2014 ermordete, oder ein Attentäter beim Anschlag in Madrid 2004.
Am 16. November 2015 führte die Polizei in Molenbeek eine Groß-Razzia an der Rue Delaunoy 49 durch. Dort wurde der mutmaßliche Attentäter Salah Abdeslam vermutet. Es haben mindestens zwei Detonationen stattgefunden. Die Razzia war erfolglos. Im Januar 2016 fand die Polizei im Brüsseler Stadtteil Schaerbeek offenbar ein Versteck von Abdeslam. In der unter falschem Namen gemieteten Wohnung wurde Sprengstoff gefunden sowie drei selbstgebaute Gürtel, mit dem dieser vermutlich transportiert werden sollte. Am 15. März 2016 gab es im Brüsseler Vorort Forest bei der Durchsuchung einer Wohnung eine Schießerei mit Terrorverdächtigen, bei der der Algerier Mohamed Belcaïd getötet wurde. Drei Tage später wurden der gesuchte Salah Abdeslam und zwei weitere Verdächtige bei einer Razzia in Molenbeek festgenommen. Bei seiner Vernehmung nannte Abdeslam Abdelhamid Abaaoud als Planer der Anschläge. Er selbst habe die Hotels und Fahrzeuge im Auftrag seines Bruders gemietet sowie die Selbstmord-Attentäter zum Stadion gefahren. Seinen eigenen Sprengstoffgürtel habe er weggeworfen. Die später festgenommenen Mohamed Amri und Hamza Attou haben ihn anschließend nach Belgien gebracht. Als weiterer Verdächtiger wurde Najim Laachraoui identifiziert, der sich kurz darauf bei den Terroranschlägen in Brüssel am 22. März 2016 in die Luft sprengte. Unter dem falschen Namen Soufiane Kayal hatte er ein Haus in Auvelais im Süden Belgiens angemietet, das zur Vorbereitung der Anschläge benutzt wurde. Des Weiteren wurden DNA-Spuren von ihm an einem der in Paris verwendeten Sprengstoffgürteln gefunden. Am 9. September 2015 war er zusammen mit Salah Abdeslam und Mohamed Belcaïd an der österreichisch-ungarischen Grenze kontrolliert worden.

#### Italien
Ab dem 16. November 2015 fahndete die Polizei in Norditalien nach Baptiste Burgy, der verdächtigt wird, an den Anschlägen beteiligt gewesen zu sein. Er soll in einem schwarzen Seat unterwegs gewesen sein.

#### Deutschland
Vor den Anschlägen in Paris war am 5. November 2015 der aus Montenegro stammende 51-jährige Vlatko Vucelic durch Schleierfahnder der Polizeiinspektion Fahndung (PIF) Rosenheim auf der Bundesautobahn 8 bei Bad Aibling in Bayern kontrolliert worden. Er war in einem angemieteten VW Golf mit montenegrinischem Kennzeichen unterwegs. Bei der weiteren Kontrolle des Fahrzeugs im Gemeindebereich von Bad Feilnbach entdeckten die Fahnder in mehreren Verstecken nach Angaben des Bayerischen Landeskriminalamtes (LKA) und der Staatsanwaltschaft Traunstein unter anderem acht Kalaschnikow-Gewehre mit Munition, zwei Pistolen, einen Revolver, zwei Handgranaten und 200 Gramm TNT-Sprengstoff. Die Durchsuchung des Navigationssystems und des Mobiltelefons ergab zudem laut Informationen aus Ermittlerkreisen, dass der Mann auf dem Weg nach Paris war. Direkt nach der Festnahme nahm das Bayerische Landeskriminalamt mit den französischen Sicherheitsbehörden Kontakt auf. Die Staatsanwaltschaft München I hat gegen den mutmaßlichen Waffenkurier ein Verfahren wegen des Verdachts der „Vorbereitung einer schweren staatsgefährdenden Gewalttat“ eingeleitet.
In einer Notunterkunft für Flüchtlinge im nordrhein-westfälischen Arnsberg wurde am 14. November 2015 ein 39-jähriger Algerier festgenommen, der im Vorfeld gegenüber zwei syrischen Mitbewohnern Andeutungen zum geplanten Attentat gemacht haben soll. Ob es sich hierbei um Zufall handelt oder ob er tatsächlich zum Umfeld der Täter gehört, ist bisher unklar. Bei seiner Festnahme drohte er, dass in Arnsberg etwas passieren werde, sollte man ihn inhaftieren. Des Weiteren soll er seinen Hass gegenüber Frankreich bekundet haben. Der Mann sitzt seither wegen Nichtanzeigens einer geplanten Straftat in Untersuchungshaft. Bei der Durchsuchung seines Zimmers wurde ein handschriftlich verfasster Zettel mit den Worten „Ali Baba 13.11. Paris“ gefunden. Ob diese Notizen im Voraus oder erst nach den Anschlägen entstanden sind, ist noch unklar. Es ist nicht geklärt, ob der festgenommene Algerier der Verfasser ist. Der Generalbundesanwalt beim Bundesgerichtshof ermittelt gegen den Mann.
Am 17. November 2015 nahm ein Spezialeinsatzkommando der Polizei in Alsdorf bei Aachen insgesamt sieben Terrorverdächtige aufgrund zweier Zeugenaussagen fest. Sie wurden am selben Tag wieder freigelassen, eine Verbindung zu den Anschlägen in Paris konnte nicht festgestellt werden.

#### Großbritannien
Am Londoner Flughafen Gatwick wurde am Morgen des 14. November 2015 ein Franzose mit Schusswaffe festgenommen. Als die Polizei einen auffälligen Mann und dessen Gepäck untersuchte, fand die Polizei mindestens eine Schusswaffe. Der Flughafen wurde während des Verdachts evakuiert.

#### Niederlande
Der Flughafen Amsterdam Schiphol wurde am 14. November 2015 evakuiert, nachdem es eine Drohung gegen einen Flug gegeben hatte.

#### Türkei
Ismaël Omar Mostefaï reiste 2013 in die Türkei. Im Oktober 2014 richteten die französischen Behörden ein Informationsgesuch bezüglich vier Terrorverdächtiger an die Türkei, unter denen sich Mostefaï zunächst nicht befand. Im Zuge der Ermittlungen identifizierten die türkischen Ermittler Mostefaï als Verdächtigen und unterrichteten ihre französischen Kollegen im Dezember 2014 und im Juni 2015 darüber.

## Tötung von Verdächtigen
Das Pentagon gab am 13. Dezember 2016 die Namen von drei IS-Aktivisten, mutmaßlich mit Verbindung zu Anschlägen, bekannt, die am 4. Dezember bei einem Drohnenangriff in der syrischen IS-Hochburg Rakka getötet worden waren. Der Verteidigungsminister der USA Ashton Carter identifizierte bei einem Truppenbesuch im italienischen Militärflugplatz Aviano, der von US-Luftwaffe genutzt wird, den Franzosen Salah-Eddine Gourmat (1989–2016), den Belgier Sammy Djedou und den dritten Mann, Walid Hamman, ebenfalls französischer Staatsangehöriger. Sie stünden mutmaßlich mit den Pariser Terroranschlägen vom November 2015 in Verbindung. Gourmat und Djedou sollen enge Mitarbeiter des im August 2016 getöteten IS-Einsatz-Leiters Abu Mohammed al-Adnani gewesen sein. Die Denkfabrik The Soufan Group bezeichnete al-Adnani als zweithöchstes Mitglied der IS-Miliz – er war es, der im Sommer 2014 das „Kalifat“ der IS-Miliz ausrief und Abū Bakr al-Baghdādī zum „Kalifen“ erklärte. Hamman war in Belgien in Abwesenheit wegen des 2015 vereitelten Anschlags am 5. Juli 2016 verurteilt worden, da er an dessen Planung beteiligt gewesen war und der „Terrorzelle von Verviers“ angehörte, die von Abdelhamid Abaaoud geleitet wurde. Alle drei hätten zum Zeitpunkt des Drohnenangriffs in Syrien „zusammengearbeitet, um Angriffe auf westliche Ziele zu planen und auszuführen“, und hätten dem Netzwerk um den Franko-Tunesier Boubaker Al Hakim (1983–2016), der am 26. November 2016 getötet wurde, angehört, erklärte Pentagon-Sprecher Peter Cook. Das Trio soll sich im Dezember 2011 in Nizza getroffen haben, bei einem von Oumar Diaby organisierten Treffen, der als einer der wichtigsten französischen Dschihad-Rekruteure gilt.

## Strafprozesse
Es wurde gegen 20 zumeist der Komplizenschaft beschuldigte Personen Anklage erhoben. Unter ihnen war der unmittelbar an den Anschlägen beteiligte Salah Abdeslam. Der Prozess begann am 8. September 2021 im alten Pariser Justizpalast. Am 29. Juni 2022 wurden die Angeklagten zu Freiheitsstrafen von zwei Jahren bis lebenslang verurteilt. Neben Abdeslam (vorzeitige Entlassung ausdrücklich ausgeschlossen) wurde Mohamed Abrini zu lebenslanger Freiheitsstrafe verurteilt (vorzeitige Entlassung frühestens nach 22 Jahren). Von den Angeklagten wurden 19 in allen Anklagepunkten schuldig gesprochen, 18 davon wegen Taten im Zusammenhang mit Terrorismus, ein weiterer wegen eines Betrugsdelikts. Sechs der Angeklagten wurde der Prozess in Abwesenheit gemacht, von denen fünf der Beschuldigten in Syrien oder im Irak gestorben sein sollen, während einer in der Türkei in Haft sitzt. Den meisten der Beschuldigten war Beihilfe vorgeworfen worden: Sie sollen Ausweispapiere gefälscht, Komplizen aus Syrien nach Europa gebracht oder sie mit Geld, Telefonen, Sprengstoff oder Waffen versorgt haben.
Von April bis Juni 2022 fand in Brüssel-Haren ein Prozess gegen 14 mutmaßliche Komplizen der Pariser Attentäter statt. Den Angeklagten wurde die Unterstützung einer terroristischen Vereinigung vorgeworfen. Sie hatten die Haupttäter vor oder nach den Anschlägen in Paris vor allem aus Belgien heraus in unterschiedlichem Ausmaß unterstützt, indem sie ihnen Unterschlupf gewährt, sie finanziell unterstützt, sie chauffiert oder ihnen Autos zur Verfügung gestellt hatten. Vier der Angeklagten wurden freigesprochen, die anderen Angeklagten wurden zu – teilweise zur Bewährung ausgesetzten – Haftstrafen von bis zu drei Jahren verurteilt.

## Musik, Spielfilme und Literatur
Die US-amerikanische Rockband Pierce the Veil veröffentlichte 2016 mit Circles ein Lied, das sich mit dem Massaker im Bataclan auseinandersetzt, wobei allerdings eine fiktive Situation dargestellt wird. Sänger Vic Fuentes wurde durch ein Interview mit der Band Eagles of Death Metal inspiriert, in dem die Musiker aussagten, dass viele Besucher versuchten, ihre Freunde vor den Terroristen zu schützen.
Der französische Spielfilm Boulevard Voltaire, der 2016 unter der Regie von Alexandre Vallès entstand, verarbeitet die Anschläge, indem er eine Gruppe von Freunden zeigt, die direkt von ihnen betroffen ist.
In der französischen Dramaserie In Therapie bieten die Anschläge vom 13. November den Rahmen für die Handlung. Zwei der von einem Psychiater behandelten Patienten sind als Chirurgin und Einsatzleiter bei der BRI in die Folgen des Anschlags involviert.
Im Oktober 2022 kam der Thriller November von Cédric Jimenez in die deutschen und französischen Kinos, der sich auf die Ermittlungen in den ersten Tagen nach den Anschlägen konzentriert.
Am 10. November 2022 startete in den deutschen Kinos das Sozialdrama Meinen Hass bekommt ihr nicht von Regisseur Kilian Riedhof über einen jungen Vater, dessen Ehefrau beim Anschlag im Musiclub Bataclan ums Leben kommt und deshalb den kleinen gemeinsamen Sohn alleine aufziehen muss. Es handelt sich um die Verfilmung des gleichnamigen Sachbuchs des französischen Journalisten Antoine Leiris (* 1981), das 2016 auf Deutsch im Blanvalet-Verlag erschien, und dessen persönliche Lebensgeschichte. Zudem veröffentlichte Leiris 2020 das Buch Danach, das Leben im S. Fischer Verlag, um das Erlebte im Zusammenhang mit den Anschlägen zu verarbeiten.
Mit den Pariser Anschlägen beschäftigt sich auch der Spielfilm Frieden, Liebe und Death Metal von Regisseur Isaki Lacuesta von 2022, basierend auf den Aufzeichnungen des Bataclan-Überlebenden Ramón González.

## Dokumentationen
- 13. November: Angriff auf Paris. Regie: Gédéon Naudet, Jules Naudet. Frankreich, 2018.
- Die dunklen Schatten des Bataclan. Regie: Francis Gillery. ARTE, 2021.[239]
- Terror in Paris: Chronik einer Fahndung. Regie: Christophe Cotteret. Frankreich, 2022 (90 min.).[240]